# Vârful Hovârla
Hovârla (în ucraineană Говерла, transliterat: Hoverla, în maghiară Hóvár, în cehă  și slovacă Hoverla, în rusă Говерла, transliterat: Goverla) este cel mai înalt vârf al masivului Muntele Negru (în ucraineană Чорногора, transliterat: Ciornohora) din Munții Maramureșului. Având o înălțime de 2.061 m, vârful Hovârla constituie punctul de maximă altitudine din Ucraina.
Vârful Hovârla este situat la aproximativ 50 de kilometri nord-est de centrul geografic al Europei, la granița regiunilor Transcarpatia și Ivano-Frankivsk, la 17 km nord de frontiera dintre România și Ucraina. Pe versantul său estic se află principala sursă a râului Prut.

## Toponimie
Originea numelui muntelui este controversată. Timp de secole, regiunea a fost una dintre cele mai diversificate etnic dintre toate regiunile din Carpați. Majoritatea ghidurilor și site-urilor poloneze menționează că denumirea vârfului în limba poloneză, „Howerla”, derivă dintr-un cuvânt românesc care însemna „greu de trecut”. În schimb, maghiarii consideră cuvântul maghiar pentru zăpadă, și anume „hó”, ca fiind rădăcina cuvântului „hoverla”, făcând probabil referire la vârful care rămâne acoperit de zăpadă mai mult timp decât piscurile învecinate. Maghiarii sunt prezenți în zonă de aproximativ o mie de ani. De fapt, se crede că au traversat Carpații prin pasul Verețka (în ucraineană Вере́цький перевал, transliterat: Veréțkîi pereval) din apropiere, cu aproximativ un mileniu în urmă. Vechi toponime maghiare, precum Borkut sau Hedje, pot fi încă regăsite în zonă. Totuși, din vechiul oraș Kőrösmező (în ucraineană Ясіня, transliterat: Iasinea), vârful principal al Muntelui Negru este foarte vizibil și pare imposibil ca un astfel de reper să nu fi fost numit timp de secole.
Pe unele hărți realizate în Polonia în secolul al XVIII-lea este menționat un munte numit Śnieżna Góra („Muntele înzăpezit”), dar există o serie de „schneeberg” („Munte înzăpezit”) în toată Europa Centrală. Numele maghiar din prezent al vârfului este Hóvár, care se traduce prin Fort/Castel înzăpezit, dar denumirea Hóvár a apărut abia în prima jumătate a secolului trecut. Stanisław Staszic, scriitor și geolog polonez care a vizitat zona în 1815, menționează doar două toponime: Piatros și Czarna hora.
Aproximativ în aceeași perioadă, denumirea „Kowerla” apare într-un articol din The Times (Londra), precum și pe hărțile austro-ungare. Numele „Koverla” va fi folosit în Occident și mai târziu în Cehoslovacia până la mijlocul secolului XX. Dar prima hartă KuK (Kaiserlich und Königlich Militaergeografisches Institut) publicată în anii 1780 menționează vârful sub denumirea de „Howirliu”, iar harta KuK din 1860 prezintă vârful Koverla, de 2.010 metri înălțime.
Într-un dicționar geografic publicat în 1935, Józef Haliczer a subliniat posibilitatea ca termenul Hoverla să aibă rădăcină saxonă (în apropiere, în Munții Maramureșului, există de exemplu râul Vaser, al cărui nume provine din termenul german „Wasser”, adică apă) și poate să fi însemnat „deal/vârf”.
De-a lungul Carpaților, munții au fost adesea denumiți după o așezare situată la poalele lor sau după un pârâu care coboară pe versanții lor, vârful Gerlachovský (în slovacă Gerlachovský štít, în traducere „Vârful [satului] Gerlachov”), cel mai înalt vârf din munții Carpați, fiind exemplul cel mai evident. Cartografii austrieci (mai târziu austro-ungari) care au efectuat primul sondaj al ținuturilor de la limitele imperiului în a doua jumătate a secolului al XVIII-lea, apoi un altul în prima jumătate a secolului al XIX-lea și în cele din urmă al treilea la începutul secolului XX au trebuit să numească o mulțime de vârfuri fără nume. În acea perioadă, mai multe vârfuri din Carpați au primit numele unui sat sau pârâu din apropiere sau au fost denumite după o pășune de pe versanții lor. Breskul, un vârf secundar situat în partea de sud-est a vârfului Hovârla și-a luat numele din prezent de la pajiștea montană („polonina”) de pe versantul sudic al masivului. O hartă din 1725 demonstrează că numele celui mai înalt vârf al masivului Muntele Negru (în ucraineană Чорногора, transliterat: Ciornohora) este vechi de cel puțin trei secole. Harta prezintă clar numele muntelui Hoverle la granița poloneză de atunci, precum și un pârâu numit Hoverlecz, ceea ce înseamnă că pârâul a fost numit după munte, nu invers.
Lingviștii ucraineni susțin în mare parte că toponimul „Hoverla”, adică „ascensiune dificilă” (în ucraineană важкопрохідне підняття, transliterat: vajkoprohidne pidneattea), provine din limba română, fiind o derivare a entopicului „hovârlă” cu sensul de „vârf”, prezența sufixului -ârla pledând pentru o origine românească sau slavonă, foarte probabil expresivă, etimologia rămânând necunoscută. Unele surse derivă numele muntelui din limba maghiară, „hóvár” însemnând „castel de zăpadă”, dar este mult mai probabil ca numele maghiar să fie o modificare a numelui ucrainean. În izvoarele maghiare de la granița secolelor XIX și XX, vârful este menționat sub numele „Hoverla”, în timp ce numele „Hóvár” nu apare în „Dicționarul etimologic al denumirilor geografice”. Originea maghiară este puțin probabilă și din cauza faptului că, în conformitate cu datele din prezent, nu a existat niciodată un castel pe munte, iar modificarea Hoverla — Hóvár nu are o explicație lingvistică satisfăcătoare. Cel mai probabil, numele Hóvár a apărut în jurul anului 1940, odată cu maghiarizarea altor toponime din Transcarpatia și Maramureș.
De altfel, o mare parte dintre cele mai înalte vârfuri de pe teritoriul Ucrainei poartă denumiri românești: Brebenescul (în ucraineană Бребенескул, transliterat: Brebeneskul, 2.035,8 m), Pop Ivan (Muntele Negru) (în ucraineană Піп Іван (Чорна гора), transliterat: Pip Ivan (Ciorna hora), 2.028,5 m), Pietrosul (în ucraineană Петрос, transliterat: Petros, 2.022,5 m), Gutin Tomnatic (în ucraineană Гутин Томнатик, transliterat: Hutîn Tomnatîk, 2.016,4 m), Muncel (în ucraineană Менчул, transliterat: Menciul, 1.998,4 m), Pop Ivan (Munții Maramureșului) (în ucraineană Піп Іван Мармароський, transliterat: Pip Ivan Marmaroskîi, 1.937,7 m), Turcul (în ucraineană Туркул, transliterat: Turkul, 1.933,2 m), Brescul (în ucraineană Брескул, transliterat: Breskul, 1.911 m).

## Geografie
Vârful Hovârla este situat în masivul Muntele Negru din Munții Maramureșului (Carpații Păduroși), în sud-vestul Ucrainei, la granița dintre raionul Nadvirna, regiunea Ivano-Frankivsk și raionul Rahău, regiunea Transcarpatia.
Pârâul Hovârla coboară versantul sudic al Muntelui Negru și se varsă în Tisa Albă lângă satul Hovârla. Localități apropiate sunt satele Hovârla (în ucraineană Говерла, transliterat: Hoverla, în maghiară și slovacă Hoverla), Borcut (în ucraineană Кваси, transliterat: Kvasî) și Lazeșciîna (în ucraineană Лазещина, transliterat: Lazeșciîna), orașele Rahău (în ucraineană Рахів, transliterat: Rahiv), Iasinia (în ucraineană Ясіня, transliterat: Iasinea, în maghiară Körösmezö, în slovacă Jasyna) și Vorohta (în ucraineană Ворохта, transliterat: Vorohta, în poloneză Vorokhta).
Zona face parte din Rezervația Biosferei Carpaților Orientali, situată pe partea sudică a muntelui, în Transcarpatia, și din Parcul Național Carpați, primul parc național din Ucraina, inaugurat în 1980 în regiunea Ivano-Frankivsk. În parcul național pot fi găsite păduri unice în Europa Centrală, ecosisteme subalpine și alpine cu păduri mixte de fag-brad-molid și păduri de molid, care, în cazul Muntelui Negru, ating altitudini de 1.650-1.700 metri pe versanții sudic și vestic, și 1.500-1.550 de metri pe versanții estic și nordic. La limita superioară a pădurii, se dezvoltă o fâșie îngustă, de până la 20 de metri, de pădure de molid, cu arbori rari și scunzi, alternând cu desișuri dese de pin de munte, formate din arbuști pitici de 5-7 metri înălțime cu trunchiuri subțiri (10-12 cm), îndoite și răsucite și coroane deformate.
Vârful este acoperit cu pajiști subalpine, lipsite de arbori sau arbuști, iar în unele locuri se găsesc grohotișuri. La poalele estice, la o altitudine de aproximativ 1.600 metri, se găsește izvorul râului Prut.

### Geologie
Pantele Muntelui Negru și zonele adiacente sunt compuse din fliș carpatin, format ca urmare a depunerii straturilor de nisip și argilă pe fundul mării cu aproximativ 120 de milioane de ani în urmă, când aceste pământuri erau acoperite de Marea Panonică. Pe versanți pot fi observate urme ale glaciațiilor din pleistocen, formele de relief specifice, respectiv circul glaciar și morena, fiind bine reprezentate pe partea de nord.
Vârful muntelui are o formă conică și este compus din gresie și conglomerate.

### Climă
Clima din zona Parcului Național Carpați este caracterizată ca fiind de tranziție de la cea temperat-oceanică din Europa de Vest la cea continentală din Europa de Est. Temperatura medie anuală a aerului este de 6 °С cu o scădere în zonele înalte, cantitatea anuală de precipitații crește cu altitudinea de la 800 la 1.400 mm/an, stratul de zăpadă depus atinge în medie 50 cm, iar în unii ani până la 2 m.
| Date climatice pentru regiunea vârfului Hovârla (2.061 m) valori normale 1991-2020 | Date climatice pentru regiunea vârfului Hovârla (2.061 m) valori normale 1991-2020 | Date climatice pentru regiunea vârfului Hovârla (2.061 m) valori normale 1991-2020 | Date climatice pentru regiunea vârfului Hovârla (2.061 m) valori normale 1991-2020 | Date climatice pentru regiunea vârfului Hovârla (2.061 m) valori normale 1991-2020 | Date climatice pentru regiunea vârfului Hovârla (2.061 m) valori normale 1991-2020 | Date climatice pentru regiunea vârfului Hovârla (2.061 m) valori normale 1991-2020 | Date climatice pentru regiunea vârfului Hovârla (2.061 m) valori normale 1991-2020 | Date climatice pentru regiunea vârfului Hovârla (2.061 m) valori normale 1991-2020 | Date climatice pentru regiunea vârfului Hovârla (2.061 m) valori normale 1991-2020 | Date climatice pentru regiunea vârfului Hovârla (2.061 m) valori normale 1991-2020 | Date climatice pentru regiunea vârfului Hovârla (2.061 m) valori normale 1991-2020 | Date climatice pentru regiunea vârfului Hovârla (2.061 m) valori normale 1991-2020 | Date climatice pentru regiunea vârfului Hovârla (2.061 m) valori normale 1991-2020 |
| Luna                                                                               | Ian                                                                                | Feb                                                                                | Mar                                                                                | Apr                                                                                | Mai                                                                                | Iun                                                                                | Iul                                                                                | Aug                                                                                | Sep                                                                                | Oct                                                                                | Nov                                                                                | Dec                                                                                | Anual                                                                              |
| ---------------------------------------------------------------------------------- | ---------------------------------------------------------------------------------- | ---------------------------------------------------------------------------------- | ---------------------------------------------------------------------------------- | ---------------------------------------------------------------------------------- | ---------------------------------------------------------------------------------- | ---------------------------------------------------------------------------------- | ---------------------------------------------------------------------------------- | ---------------------------------------------------------------------------------- | ---------------------------------------------------------------------------------- | ---------------------------------------------------------------------------------- | ---------------------------------------------------------------------------------- | ---------------------------------------------------------------------------------- | ---------------------------------------------------------------------------------- |
| Maxima medie °C (°F)                                                               | −2.3 (27,9)                                                                        | −0.9 (30,4)                                                                        | 3.8 (38,8)                                                                         | 10.2 (50,4)                                                                        | 15.5 (59,9)                                                                        | 18.3 (64,9)                                                                        | 20.0 (68)                                                                          | 19.9 (67,8)                                                                        | 16.1 (61)                                                                          | 11.0 (51,8)                                                                        | 4.1 (39,4)                                                                         | −0.5 (31,1)                                                                        | 9,6 (49,3)                                                                         |
| Media zilnică °C (°F)                                                              | −5.9 (21,4)                                                                        | −4.4 (24,1)                                                                        | −0.4 (31,3)                                                                        | 5.3 (41,5)                                                                         | 10.3 (50,5)                                                                        | 13.3 (55,9)                                                                        | 14.9 (58,8)                                                                        | 14.6 (58,3)                                                                        | 11.0 (51,8)                                                                        | 6.2 (43,2)                                                                         | 0.8 (33,4)                                                                         | −3.5 (25,7)                                                                        | 5,18 (41,32)                                                                       |
| Minima medie °C (°F)                                                               | −9.5 (14,9)                                                                        | −7.9 (17,8)                                                                        | −4.6 (23,7)                                                                        | 0.3 (32,5)                                                                         | 5.1 (41,2)                                                                         | 8.2 (46,8)                                                                         | 9.7 (49,5)                                                                         | 9.3 (48,7)                                                                         | 5.8 (42,4)                                                                         | 1.3 (34,3)                                                                         | −2.5 (27,5)                                                                        | −6.4 (20,5)                                                                        | 0,73 (33,31)                                                                       |
| Precipitații mm (inches)                                                           | 46 (1.81)                                                                          | 43 (1.69)                                                                          | 44 (1.73)                                                                          | 66 (2.6)                                                                           | 97 (3.82)                                                                          | 121 (4.76)                                                                         | 112 (4.41)                                                                         | 92 (3.62)                                                                          | 57 (2.24)                                                                          | 46 (1.81)                                                                          | 49 (1.93)                                                                          | 54 (2.13)                                                                          | 827 (32,56)                                                                        |
| Sursă: Climate Data                                                                |                                                                                    |                                                                                    |                                                                                    |                                                                                    |                                                                                    |                                                                                    |                                                                                    |                                                                                    |                                                                                    |                                                                                    |                                                                                    |                                                                                    |                                                                                    |

### Floră
Altitudinea masivului Muntele Negru variază între 950 și 2.061 metri, flora fiind caracterizată de zone de pădure, vegetație subalpină și alpină. Principalele specii care formează pădurile sunt molidul și bradul argintiu care ating vârste de până la 200-300 de ani. Pădurile mixte includ exemplare de frasin, ulm, paltin de munte și arțar. Pădurile de fag cresc pe suprafețe mici. În zona subalpină se găsește o suprafață întinsă acoperită de pin de munte, arin verde și ienupăr siberian. Pajiștile subalpine și alpine au o compoziție florală bogată, care include un număr semnificativ de relicte endemice și specii de plante rare.
Pe teritoriul Parcului Național Carpați cresc 1.260 de specii de spori superiori și plante vasculare, dintre care 155 de specii sunt briofite. 80 de specii de plante sunt incluse în Cartea Roșie a Ucrainei: bujorul de munte (Rhododéndron myrtifólium), arnica (Arnica montana), coroana regelui (Rhodiola rosea), sisinel de munte (Pulsatilla alba), caprifoi îngemănat (Linnaea borealis), brădișor (Lycopodium selago), cornișor (Lycopodium annotinum), pin cedru (Pinus cembra), merișor (Vaccinium microcarpum), un număr semnificativ de specii de orhidee care se întâlnesc pe pajiștile și zonele umede montane. Trei tipuri de plante sunt incluse în Lista Roșie Europeană: brânca ursului (Heracleum sphondylium subsp. carpaticum), mierea ursului (Pulmonaria filarskyana) și primula poloneză (Primula polonensis). În parc au fost înregistrate 29 de specii de plante endemice, dintre care 12 endemice carpatice, precum Hesperis sibirica, Pyrola carpatica, Euphorbia carpatica și 13 endemice în Carpații de Sud precum Aconitum, Centaurea kotschyana, Viola declinata. Cele mai multe plante endemice și relicte se găsesc în masivul Muntele Negru. Teritoriul parcului național conține și cele mai mari grupări relicte de pin de pădure (Pinus sylvestris), mesteacăn argintiu (Betula pendula) și pin cedru (Pinus cembra), al căror singur loc de creștere în Carpații Ucraineni este valea Kedruvate din masivul Muntele Negru. În total, 32 de grupuri de plante sunt enumerate în Cartea Verde a Ucrainei: 3 de pădure, 4 de arbuști, 12 de luncă și 9 de mlaștină.

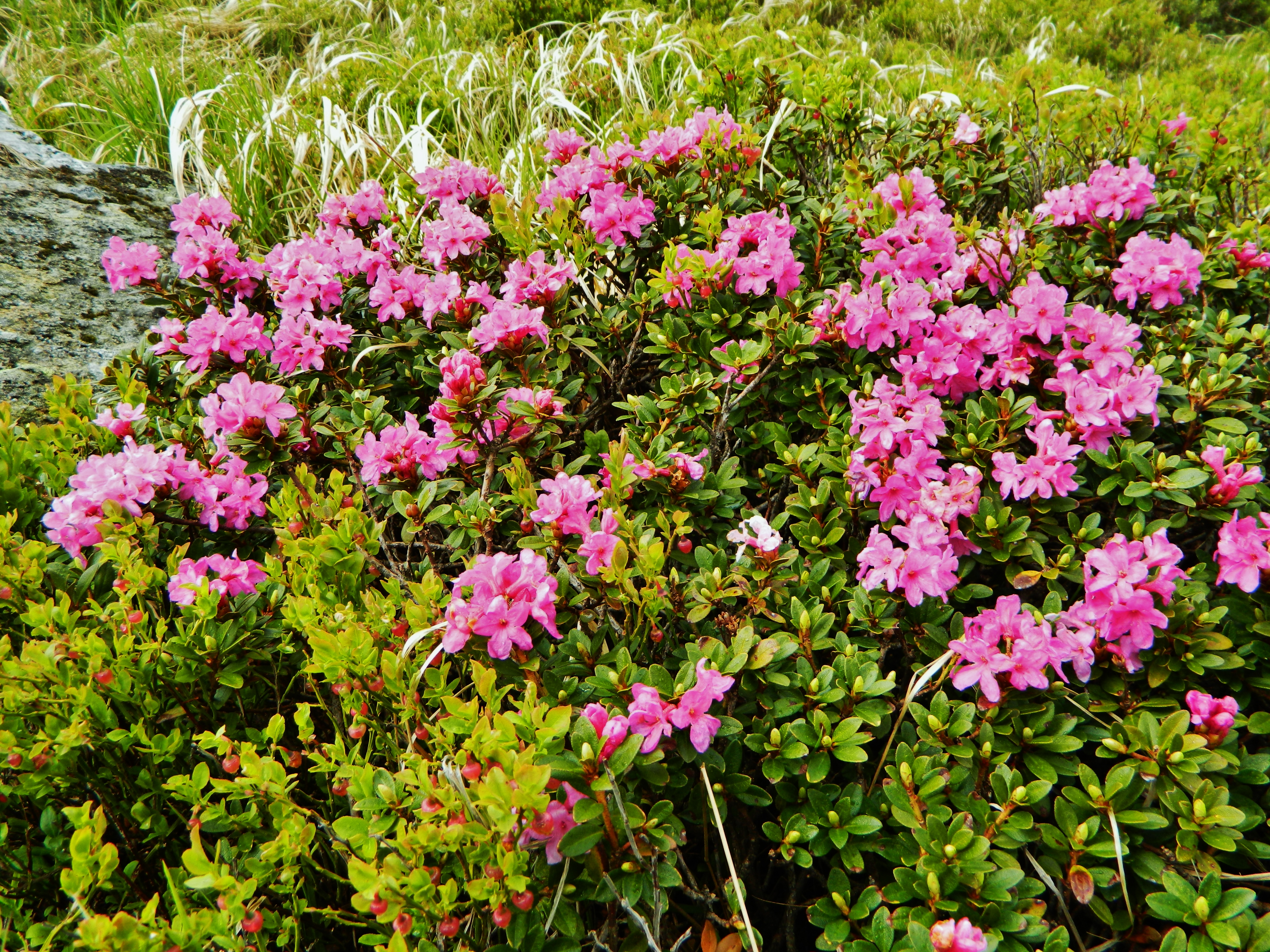
Bujor de munte (Rhododéndron myrtifólium)
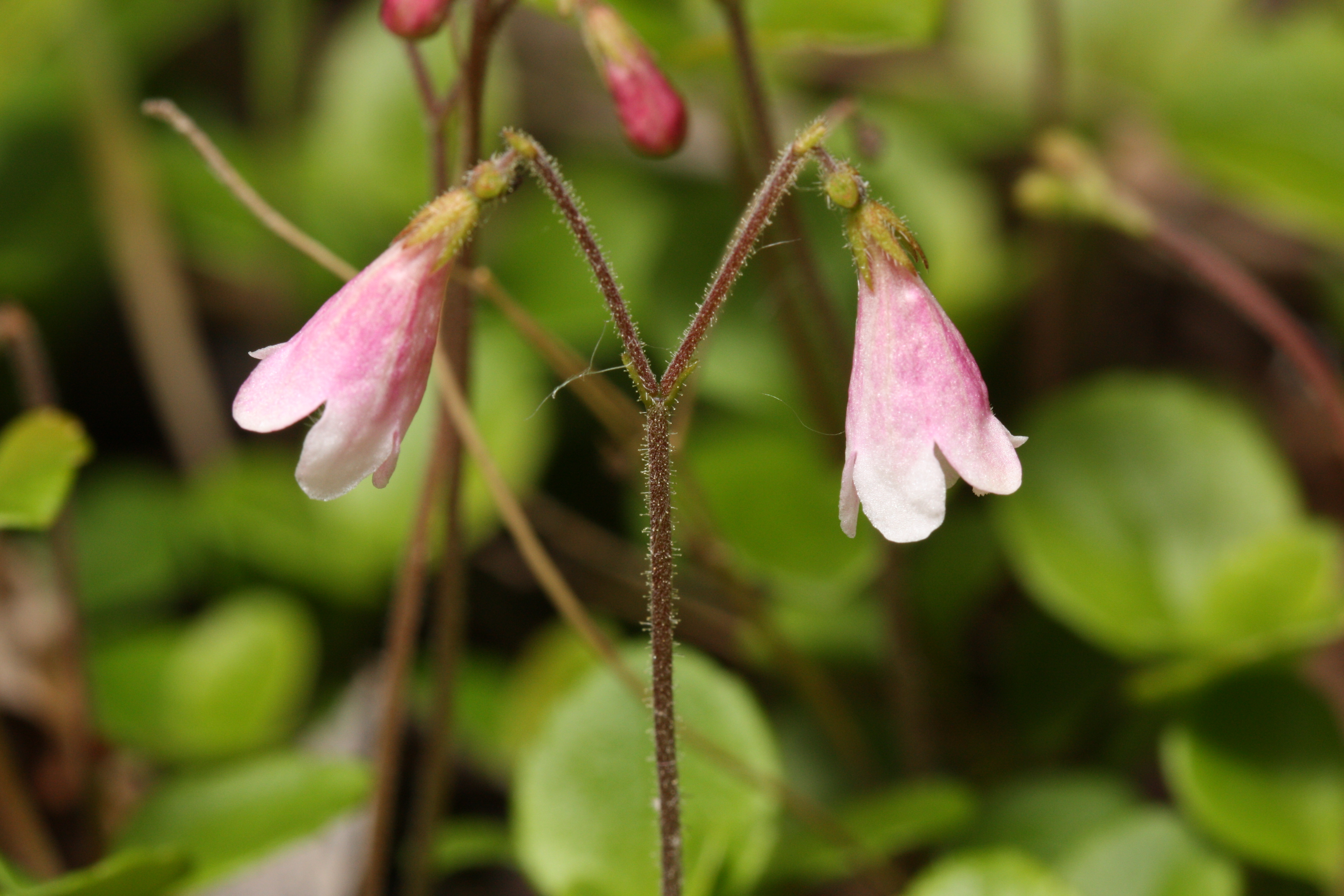
Caprifoi îngemănat (Linnaea borealis)
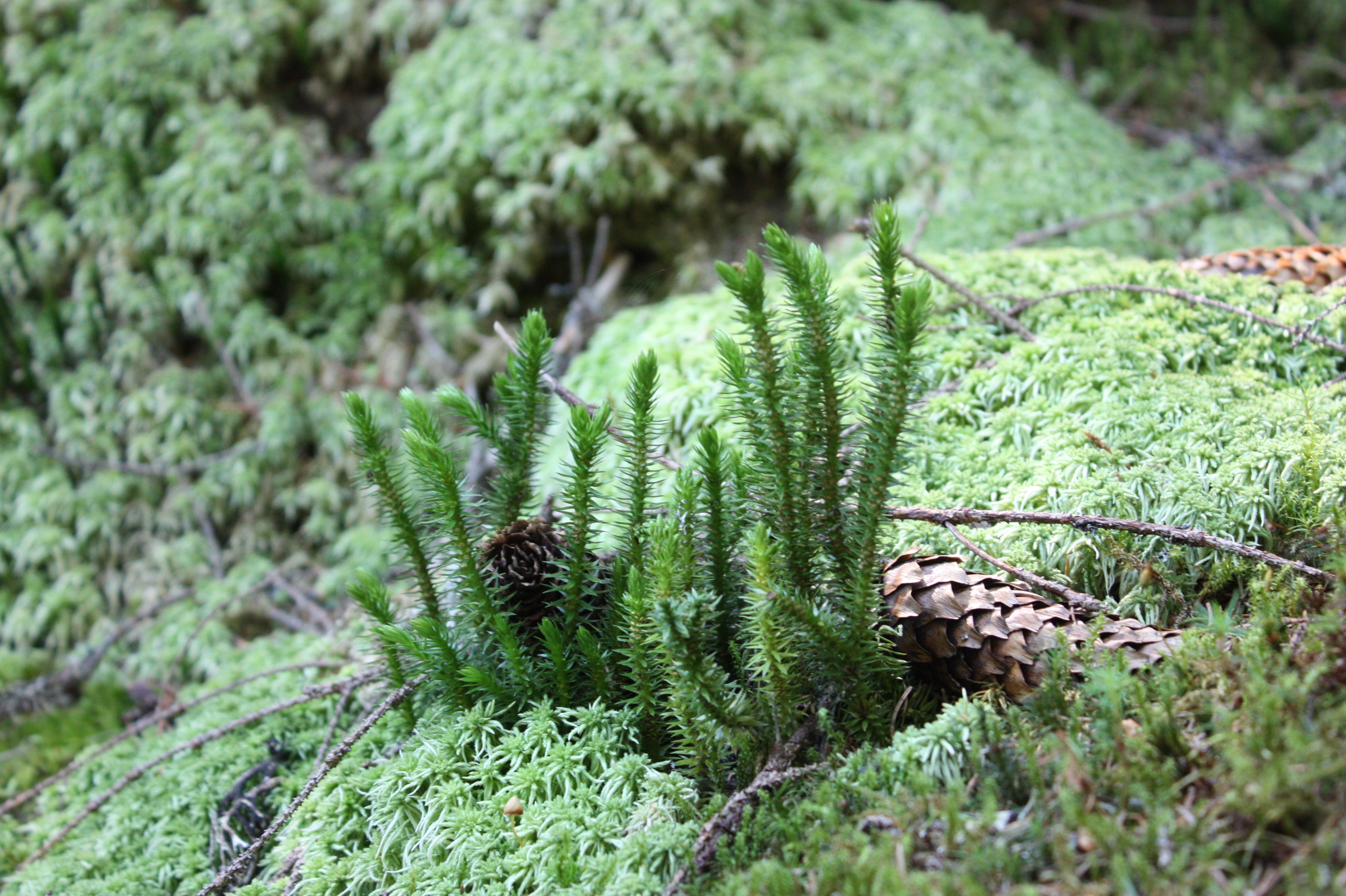
Brădișor (Lycopodium selago)
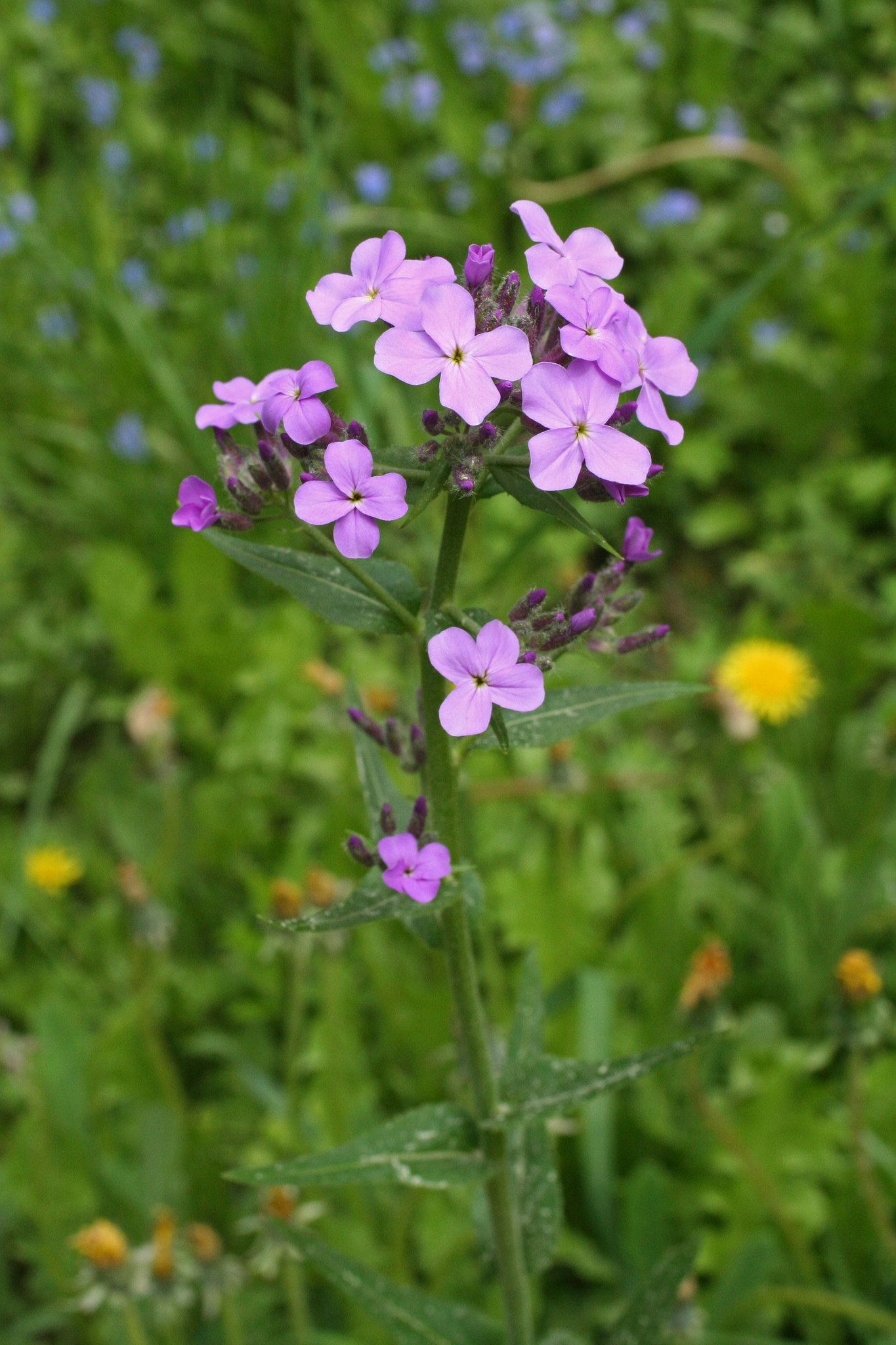
Violă de noapte siberiană (Hesperis sibirica)
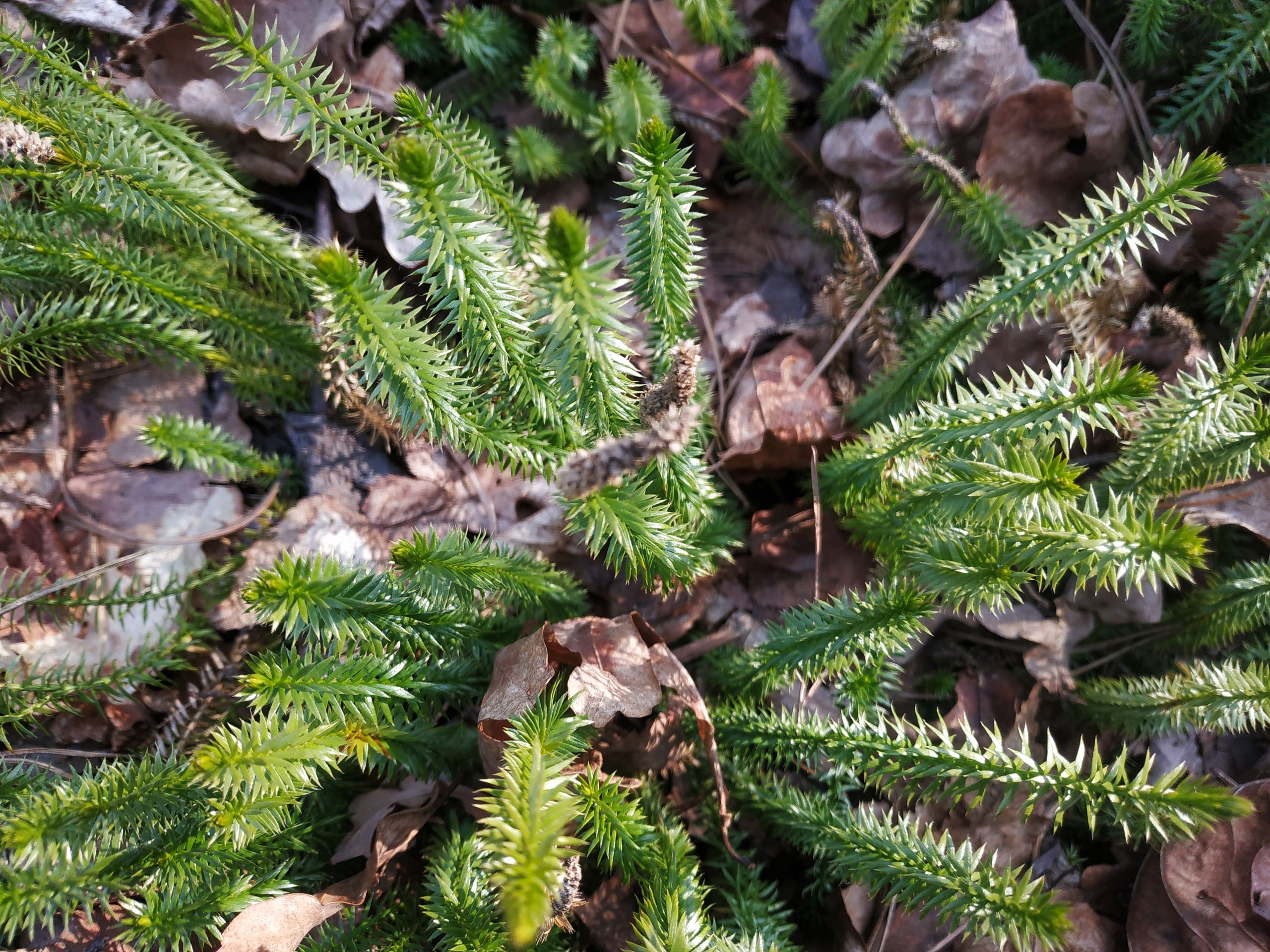
Cornișor
(Lycopodium annotinum)

### Faună
Diversitatea lumii animale este determinată de varietatea peisajelor de pe teritoriul parcului național. Caracteristica sa este o proporție mare de insectivore, branhiopode și rozătoare și un număr ceva mai mic de carnivore și ungulate. Printre mamiferele mici, se găsesc mai multe specii de chițcani: pitic (Sorex minutus), comun (Sorex araneus), alpin (Sorex alpinus), mic de apă (Neomys anomalus) și de apă (Neomys fodiens) și mai multe specii de șoareci: de casă (Mus musculus), gulerat (Apodemus flavicollis), de pământ (Microtus agrestis), de zăpadă (Chionomys nivalis). Dintre rozătoare, se găsesc veverița (Sciurus vulgaris) și mai multe specii de pârș: cenușiu (Glis glis), de pădure (Dryomys nitedula) și de alun (Muscardinus avellanarius). Dintre mamifere cel mai răspândit este mistrețul (Sus scrofa), din familia Equidae cerbul roșu (Cervus elaphus) și căpriorul (Capreolus capreolus), iar ocazional se pot întâlni exemplare de urs brun (Ursus arctos), râs carpatin (Lynx lynx carpathicus) și pisică sălbatică (Felis silvestris).
Avifauna din parc este diversă. În pădurile întunecate de conifere, se regăsesc mugurarul (Pyrrhula pyrrhula) și alunarul (Nucifraga caryocatactes). În pâraiele reci de munte trăiește păstrăvul (Salmo trutta). Dintre amfibieni, la poalele dealurilor și pe munți se găsesc tritonul cu creastă (Triturus cristatus) și tritonul alpin (Triturus carnifex), salamandra carpatină (Lissotriton montandoni), broasca de mlaștină (Rana arvalis) și broasca roșie de munte (Rana temporaria), iar dintre reptile șopârla apodă (Anguis colchica), șarpele de apă (Natrix natrix), șarpele de alun (Coronella austriaca), vipera comună (Vipera berus), șopârla de câmp (Lacerta agilis) și șopârla de munte (Zootoca vivipara).
În total, 48 de specii de mamifere, 110 specii de păsări, 11 specii de pești, 10 specii de amfibieni și 6 specii de reptile reprezintă diversitatea faunistică a Parcului Național Carpați. 44 de specii faunistice sunt incluse în Cartea Roșie a Ucrainei, printre care salamandra carpatină (Lissotriton montandoni), tritonul alpin (Triturus carnifex), salamandra de uscat (Salamandra salamandra), șarpele de alun (Coronella austriaca), barza neagră (Ciconia nigra), acvila de munte (Aquila chrysaetos), eretele vânăt (Circus cyaneus), șoimul călător (Falco peregrinus), cocoșul de munte (Tetrao urogallus), viezurele (Meles meles), vidra de râu (Lutra lutra), râsul carpatin (Lynx lynx carpathicus), iar 11 specii sunt incluse în Lista Roșie Europeană, printre care lupul (Canis lupus), ursul brun (Ursus arctos), liliacul cu urechi brune (Plecotus austriacus), pârșul de alun (Muscardinus avellanarius), cristelul de câmp (Crex crex), melcul de livadă (Helix pomatia).

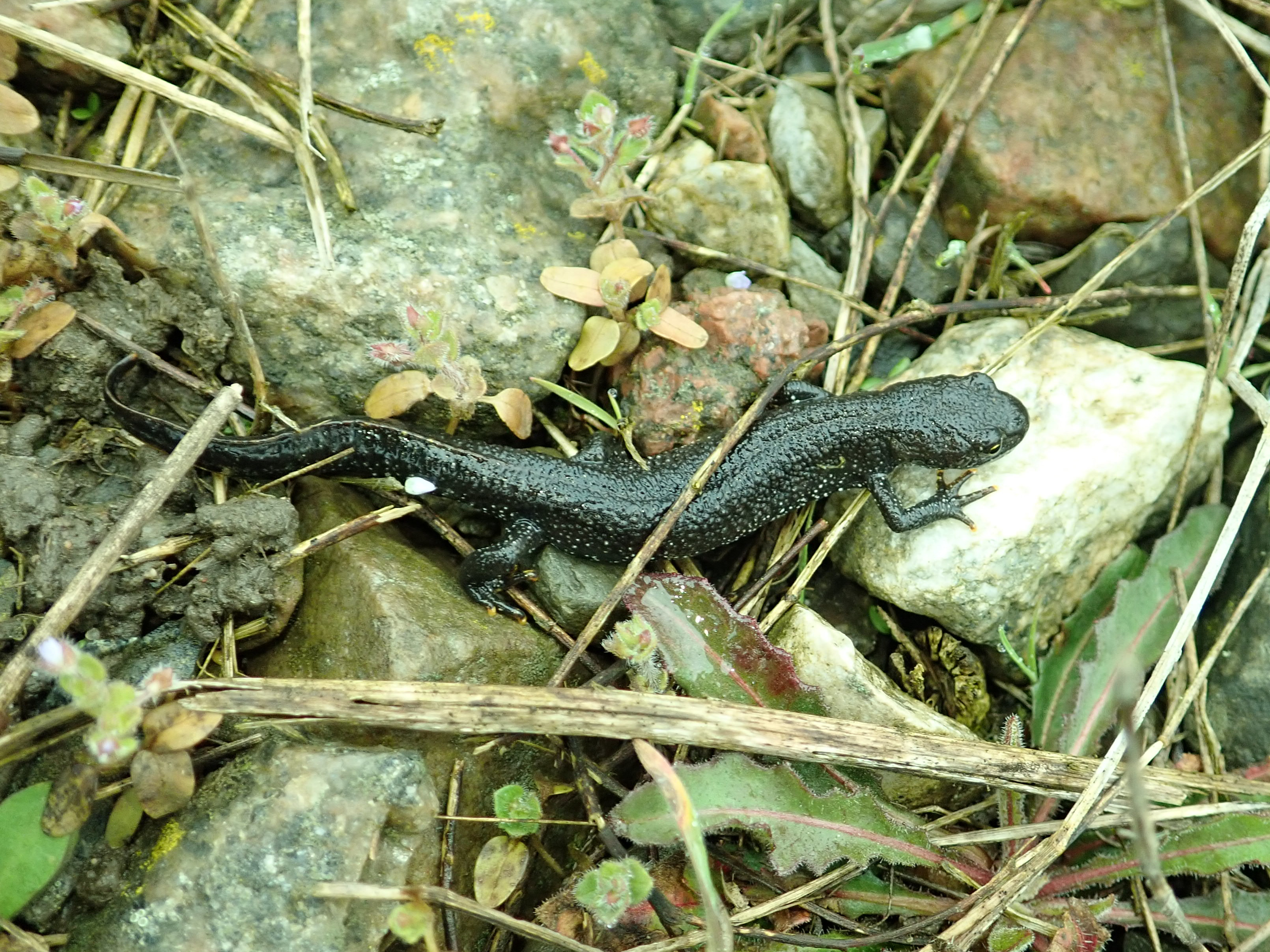
Triton cu creastă (Triturus cristatus)
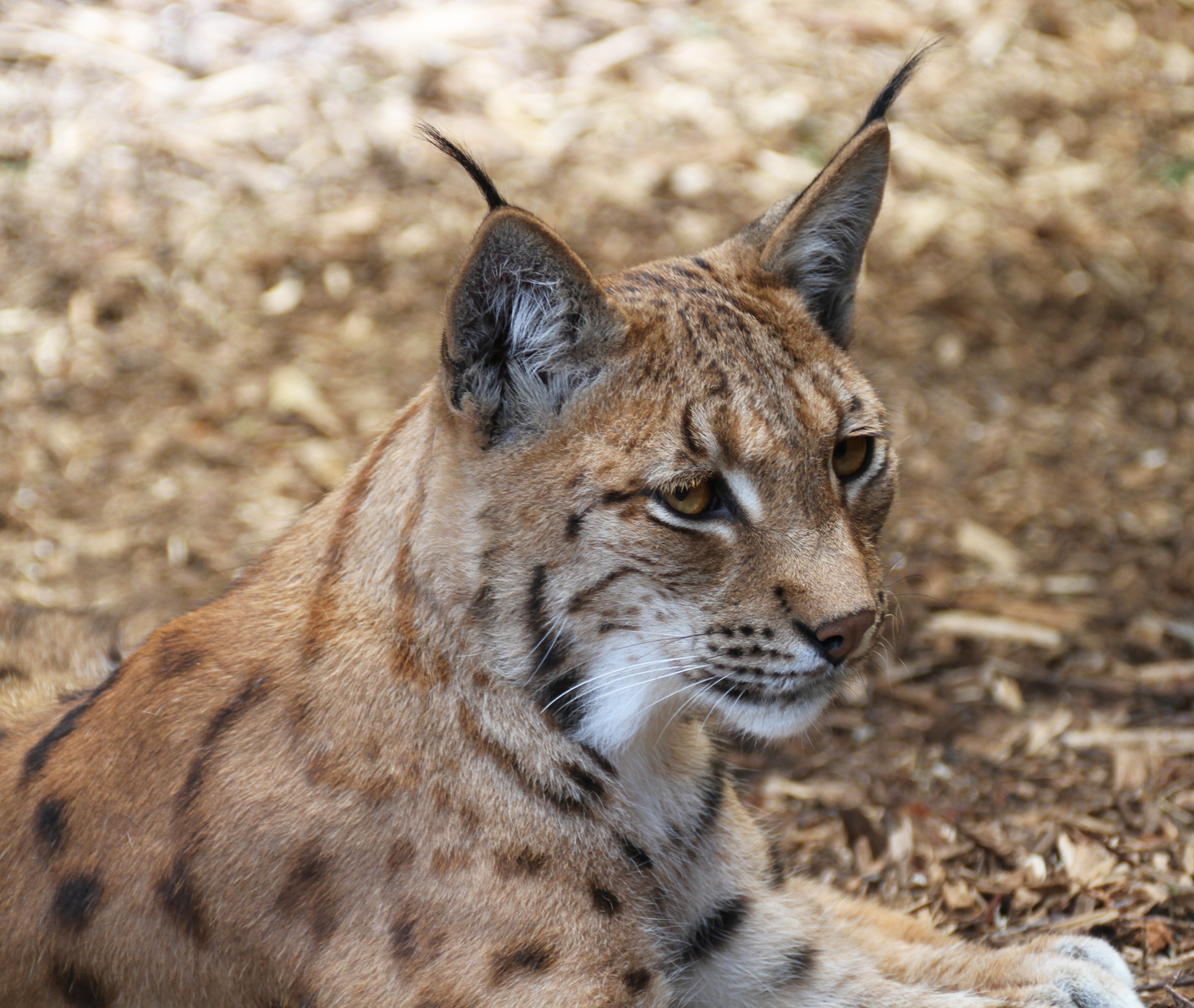
Râs carpatin (Lynx lynx carpathicus)
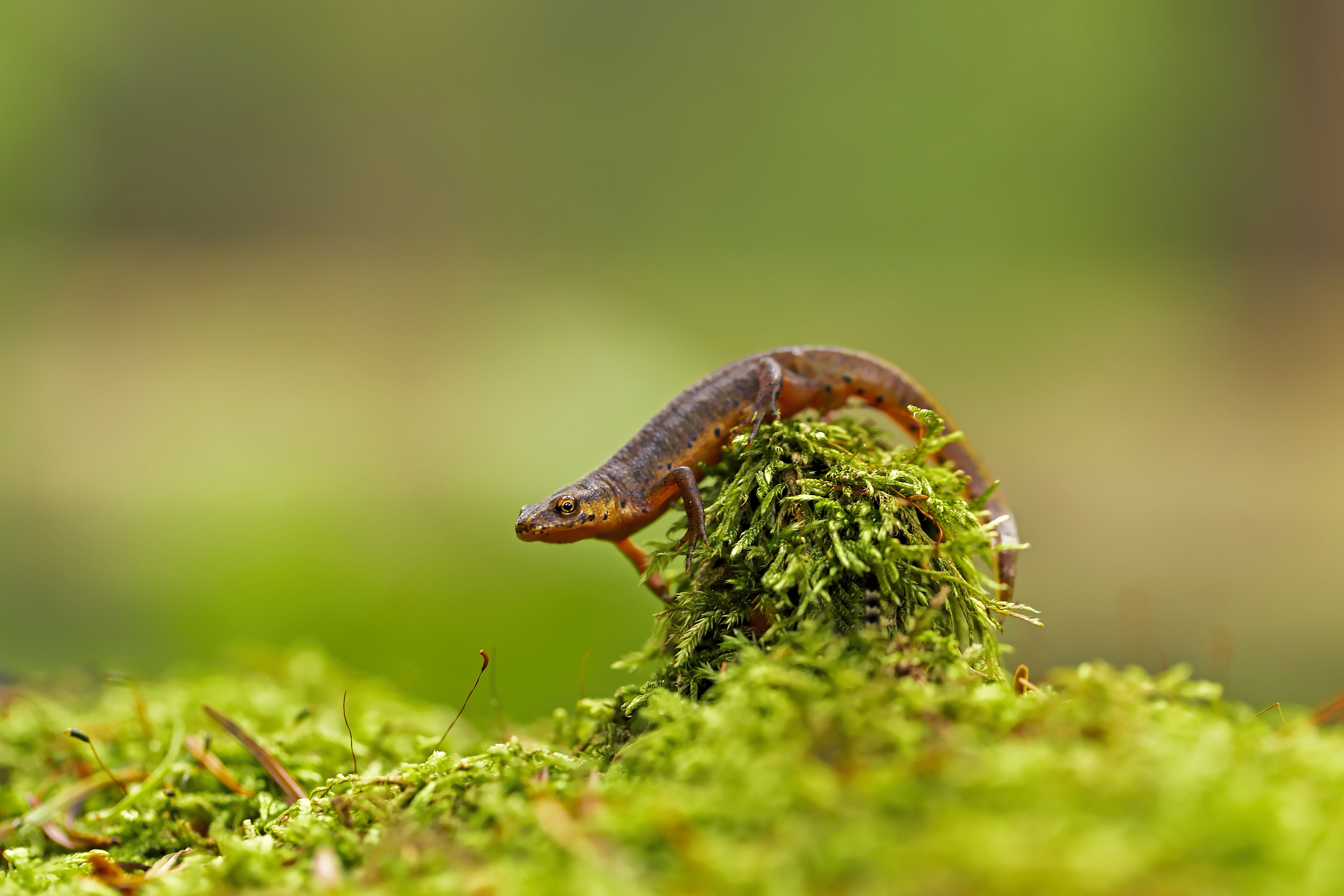
Salamandră carpatină (Lissotriton montandoni)
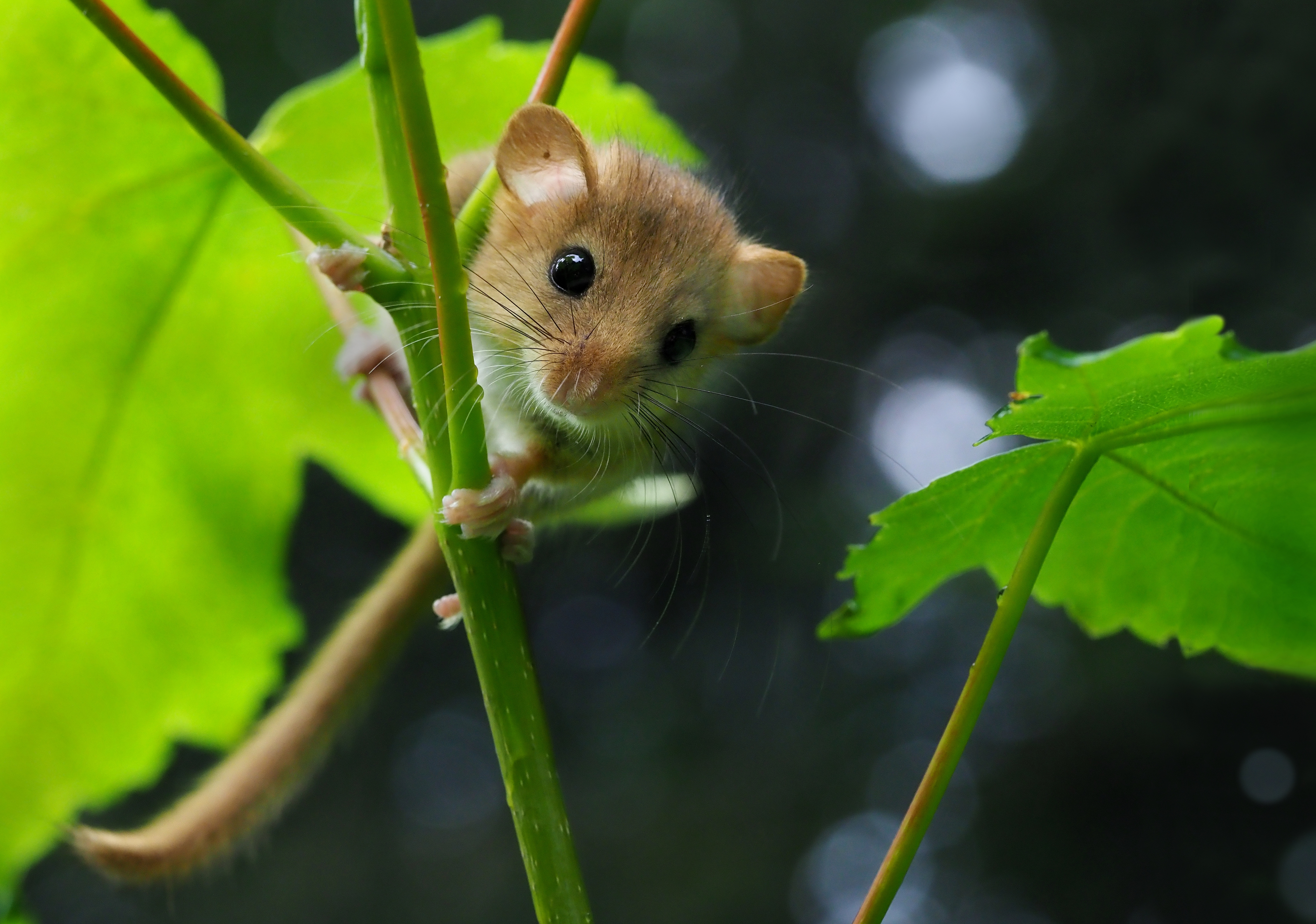
Pârș de alun (Muscardinus avellanarius)
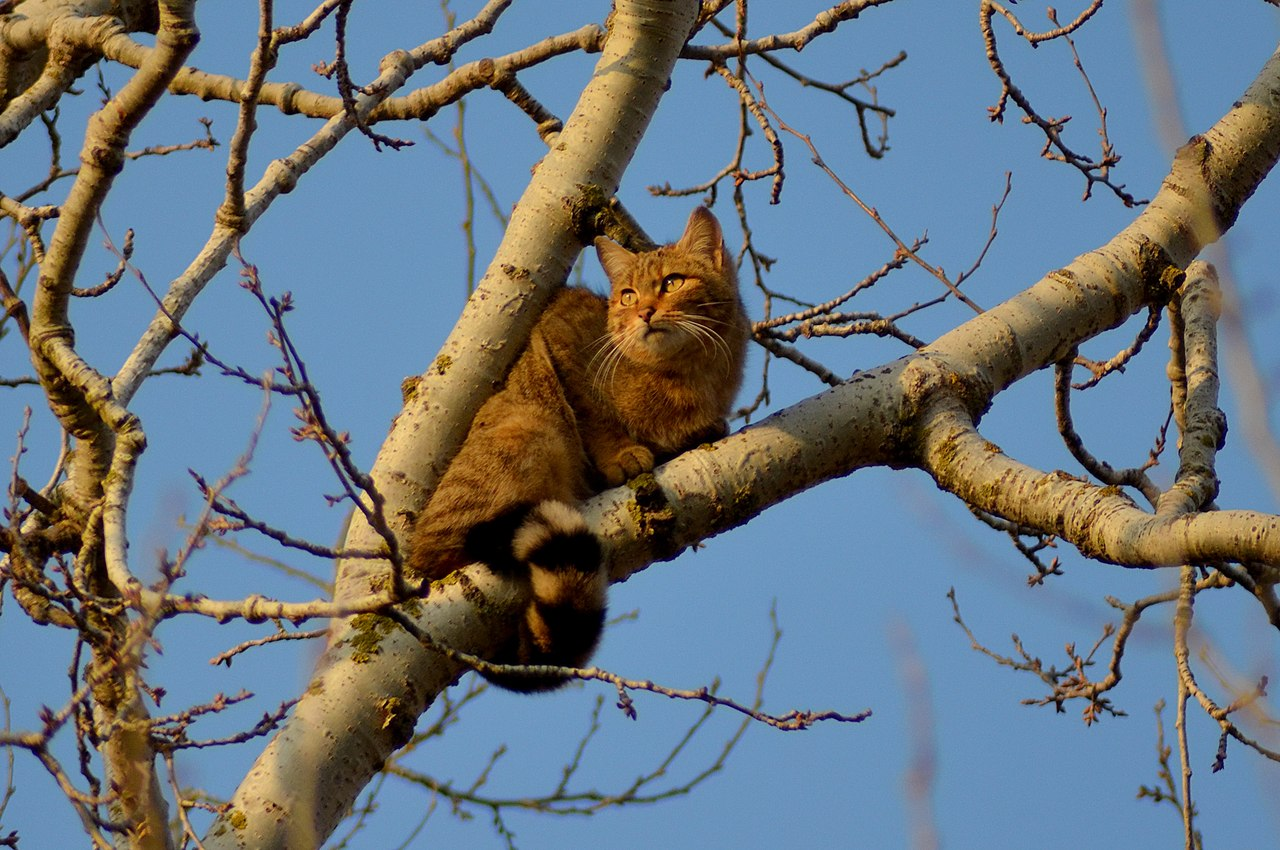
Pisică sălbatică
(Felis silvestris)

## Istoric
Creasta principală a Carpaților Orientali, care include Muntele Negru, a constituit în trecut o linie de frontieră, granița trecând peste vârful Hovârla. Multă vreme, până la sfârșitul Primului Război Mondial, a separat Galiția (zonă locuită în principal de polonezi, inițial parte a Uniunii Polono-Lituaniene, ulterior sub stăpânire austriacă) de Regatul Ungariei.
După Primul Război Mondial granița a rămas nemodificată, dar țările s-au schimbat: întreaga zonă din actuala Ucraina de vest a fost împărțită între Polonia (la est de creasta principală) și Cehoslovacia (la vest de creasta principală). În 1938 și 1939, partea de vest a fost anexată de Ungaria până la sfârșitul celui de-al Doilea Război Mondial, când întreaga regiune a fost transferată la Uniunea Sovietică după anexarea Ruteniei subcarpatice în martie 1939. De la destrămarea Uniunii Sovietice, teritoriul aparține Ucrainei. Cu toate acestea, cele mai multe dintre posturile de graniță caracteristice construite din granit au rămas la locul lor de-a lungul întregii creste, constituind repere utile pentru drumeții, mai ales pe timp cețos. Pe vârful Pop Ivan (Muntele Negru) (2.028 m) se găsesc ruinele Observatorului Astronomic Polonez construit în 1938.
Începând cu anul 1990, pe 16 iulie, asociațiile cetățenești ucrainene arborează steagul Ucrainei pe vârful Hovârla. În 1996, pentru a marca cea de-a cincea aniversare a independenței Ucrainei, pe vârf a fost așezată o lespede comemorativă de piatră, în care au fost încorporate capsule care conțineau pământ din toate regiunile Ucrainei.
Pe lângă crucea de vârf și obeliscul mai vechi de piatră care a fost vopsit în albastru, în anul 2007 în fața plăcii memoriale a fost ridicat un trizub, care a fost demolat în luna octombrie a aceluiași an de activiști politici din „Uniunea Tineretului Eurasiatic” afiliată partidului de dreapta pro-rus Eurasia și a fost refăcut în anul 2015.
În 2017, de Ziua Independenței Ucrainei, un steag ucrainean cu o lungime de 110 metri a fost desfășurat pe vârful Hovârla, evenimentul constituind un record național.

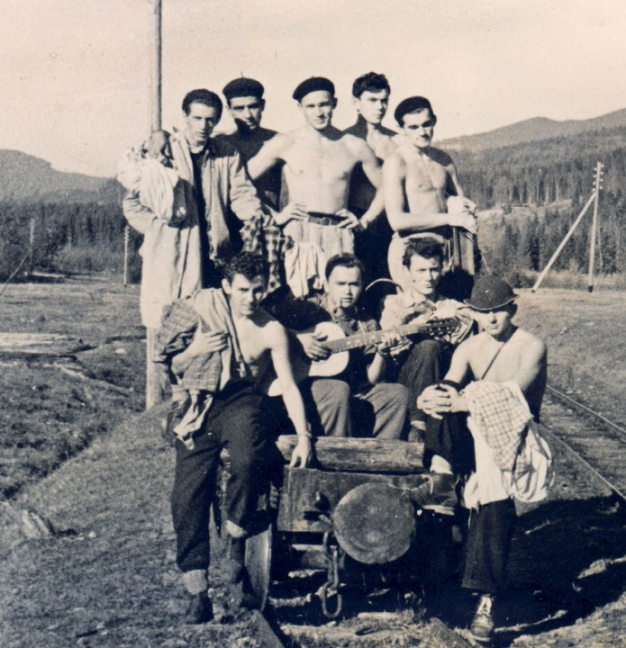
Marșrutka[f] Vorohta—Hovârla (noiembrie 1957)
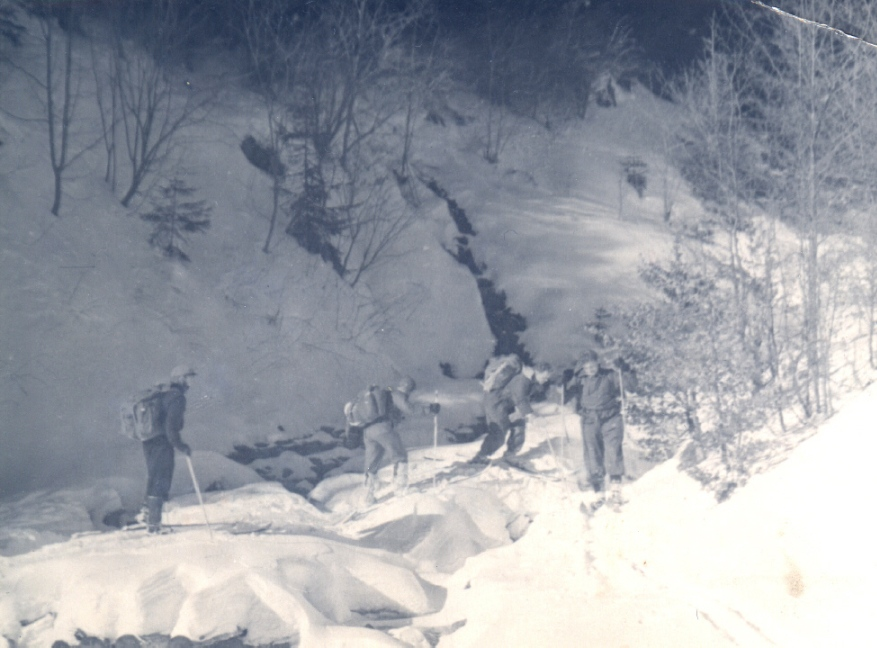
Excursie spre vârful Hovârla (ianuarie 1958)
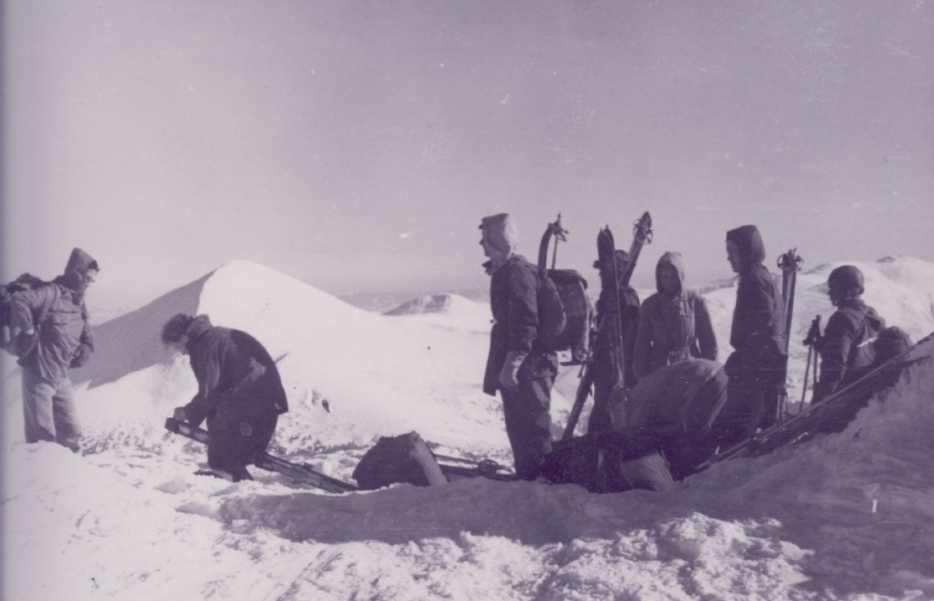
Excursie spre vârful Hovârla (ianuarie 1958)
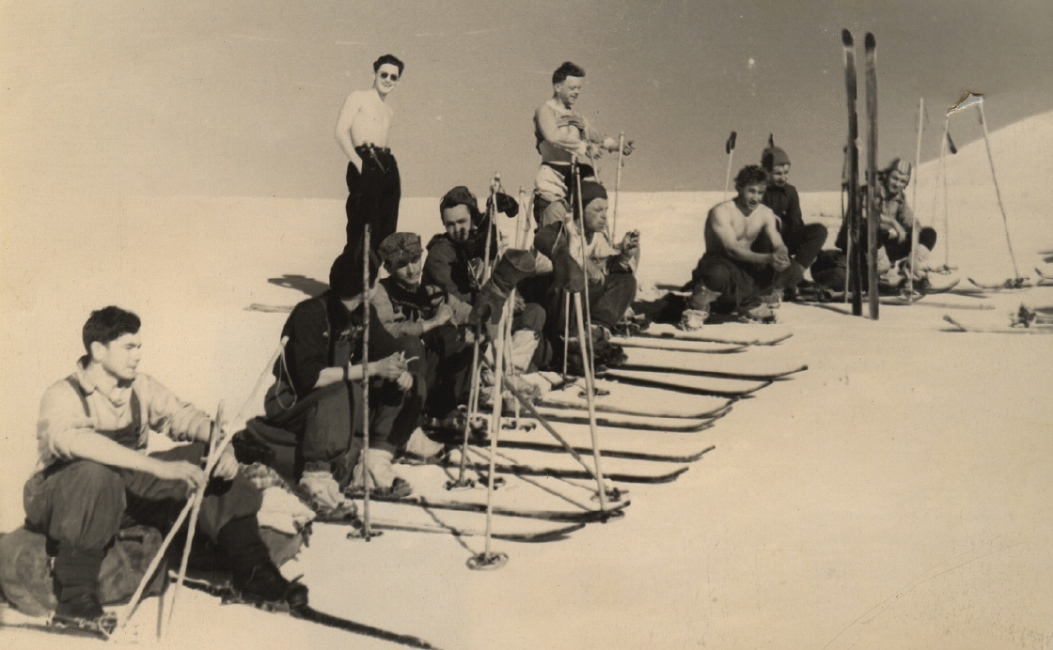
Odihnă înainte de asaltul final (ianuarie 1958)
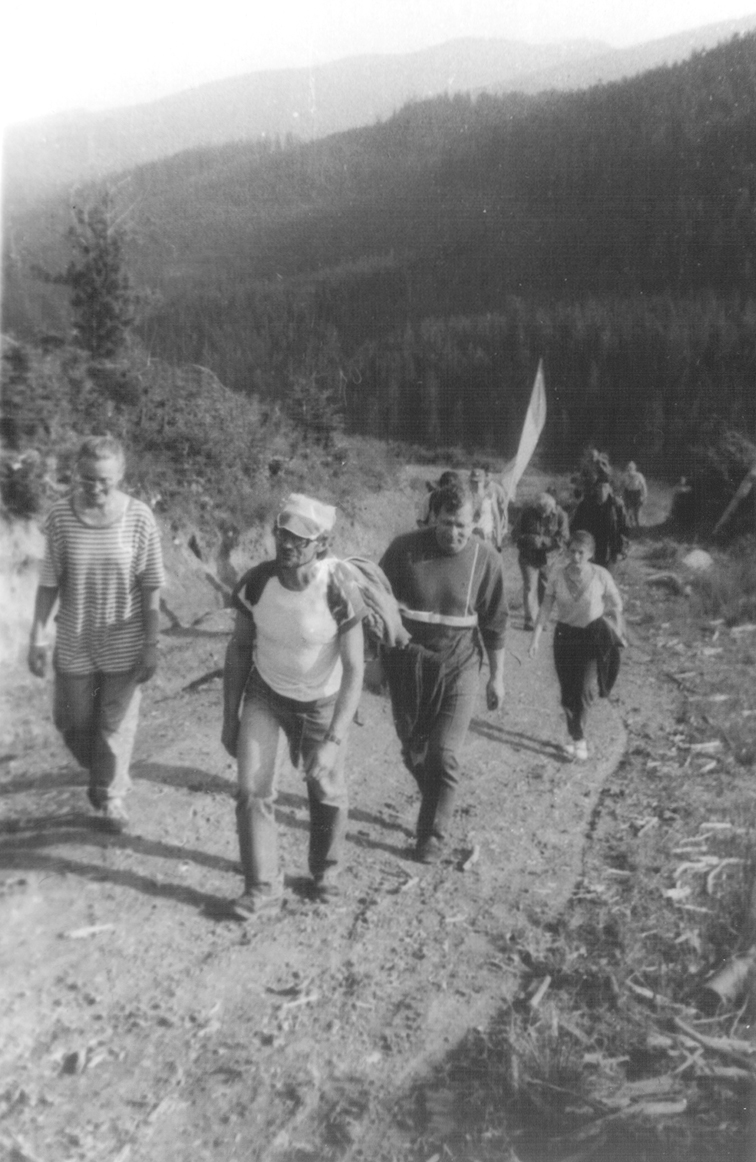
Excursie spre vârful Hovârla (iulie 1993)

## Turism
Data primei ascensiuni este necunoscută. La sfârșitul secolului al XIX-lea, vârful Hovârla a devenit o atracție turistică notabilă, în special în rândul turiștilor din orașele apropiate din Galiția. În 1880, primul traseu turistic către vârful Hovârla dinspre Hrustalnîi a fost marcat de Leopold Wajgel, membru al Societății Poloneze Tatra (Polskie Towarzystwo Tatrzańskie), iar primul adăpost turistic a fost construit în anul următor. Traseul spre vârful Hovârla a fost primul traseu turistic marcat de pe tărâmurile poloneze.
Referitor la gradul de dificultate al ascensiunilor către vârful Hovârla, unele trasee sunt clasificate ca 1A în perioada de iarnă (de la sfârșitul toamnei până în mai), conform sistemului de notare al URSS.
Cea mai apropiată cabană de munte este Punctul ecologic „La poalele Hovârlei” (în ucraineană Екологічний пункт "У підніжжі Говерли", transliterat: Ekolohicinîi punkt "U pidnijji Hoverlî") situată la o altitudine de 629 metri vest-nord-vest de vârf.

### Trasee turistice
În zonă sunt disponibile mai multe centre de informare turistică, destinate prezentării traseelor de drumeție și informării turiștilor:
- — de-a lungul marcajului roșu dinspre vârful Breskul. Durată: 1 h, ↓ 1 h.
- — de-a lungul marcajului albastru de la baza „Zarosliak”, la care se ajunge din orașul Vorohta. Durată: 3 h, ↓ 2 h.
- — de-a lungul marcajului verde de la baza „Zaroslyak” prin polonina[a] Kozmeska și vîrful Mala Hoverla. Durată: 3 h, ↓ 2 h.
- — de-a lungul marcajului verde de la satul Lazeșciîna până la trecătoarea Kozmeșciîk, apoi  — de-a lungul marcajului verde, apoi  — de-a lungul marcajului galben până la polonina[a] Kozmeska, apoi  — de-a lungul marcajului verde peste vârful Mala Hoverla. Durată: 7 h, ↓ 6 h.
- — de-a lungul marcajului verde de la satul Lazeșciîna până la trecătoarea Kozmeșciîk, apoi  — de-a lungul marcajului galben prin lunca Gropa. Durată: 6,45 h, ↓ 5,45 h.
- — de-a lungul marcajului roșu de la vârful Petros prin lunca Holovceska, lunca Skopeska și refugiul „Ținuturile înalte din Carpați” (în ucraineană Високогір'я Карпат, transliterat: Vîsokohir'ea Karpat). Durată: 4 h, ↓ 4 h.

## Sport

### Hoverleana
Începând cu anul 1964, la sfârșitul lunii martie a fiecărui an, se desfășoară Hoverleana (în ucraineană Говерляна, transliterat: Hoverleana), o ascensiune tradițională de masă pe vârful Hovârla, dedicată deschiderii sezonului sportiv de vară în regiunea Liov și amintirii victimelor accidentelor montane, alpiniști și turiști.
Participanții, persoane cu vârsta peste 14 ani care sunt susținători ai unui stil de viață sănătos, sportului și turismului, urcă pe vârf în echipe, timpul total de urcare și coborâre fiind de aproximativ 8 ore. Evenimentul este organizat de Departamentul Tineret și Sport al Administrației Militare Regionale Liov împreună cu Federația Regională de Turism Sportiv și centrul turistic și alpinism „Skelya”.

### Chornohora Sky Marathon
În anul 2015 a avut loc prima ediție a concursului de cros montan Chornohora Sky Marathon, Traseul străbate Muntele Negru (Chornohora), cel mai înalt lanț montan al Carpaților Ucraineni, trecând peste toate cele 6 vârfuri de peste 2.000 de metri înălțime. În 2017, Chornohora Sky Marathon a fost inclus în Liga Ucrainei de Trail, ca a treia etapă din patru.
Concursul include mai multe curse:
- Chornohora Sky Ultra - 61 km,
- Chornohora Sky Marathon - 46,5 km,
- Chornohora Sky Race - 24 km,
- Chornohora Vertical Kilometer - 6,5 km,
- maratonul de ștafetă Chornohora Relay Marathon 46,5 km,
- cursa nocturnă Chornohora Night Marathon 46,5 km.

În anul 2021 s-a înregistrat cel mai mare număr total de participanți - 1.180, și cel mai mare număr de participanți la o singură cursă, aproape 800 de alergători luând startul cursei Chornohora Sky Race 24 km.
Începând cu anul 2022, concursul a fost anulat, din cauza invaziei Rusiei în Ucraina.

Vârful Hovârla văzut de pe vârful Breskul
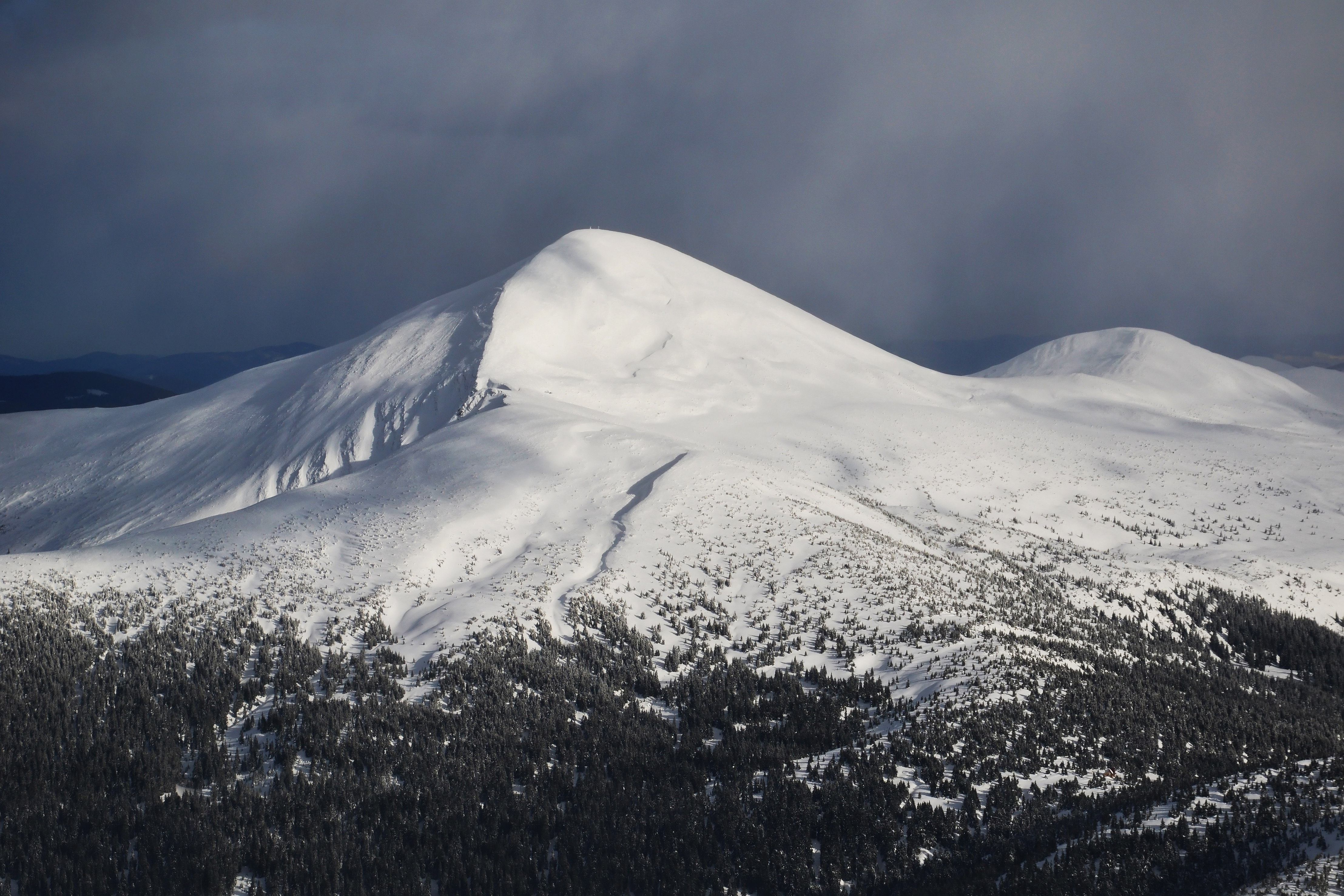
Vârful Hovârla văzut de pe vârful Pietrosul
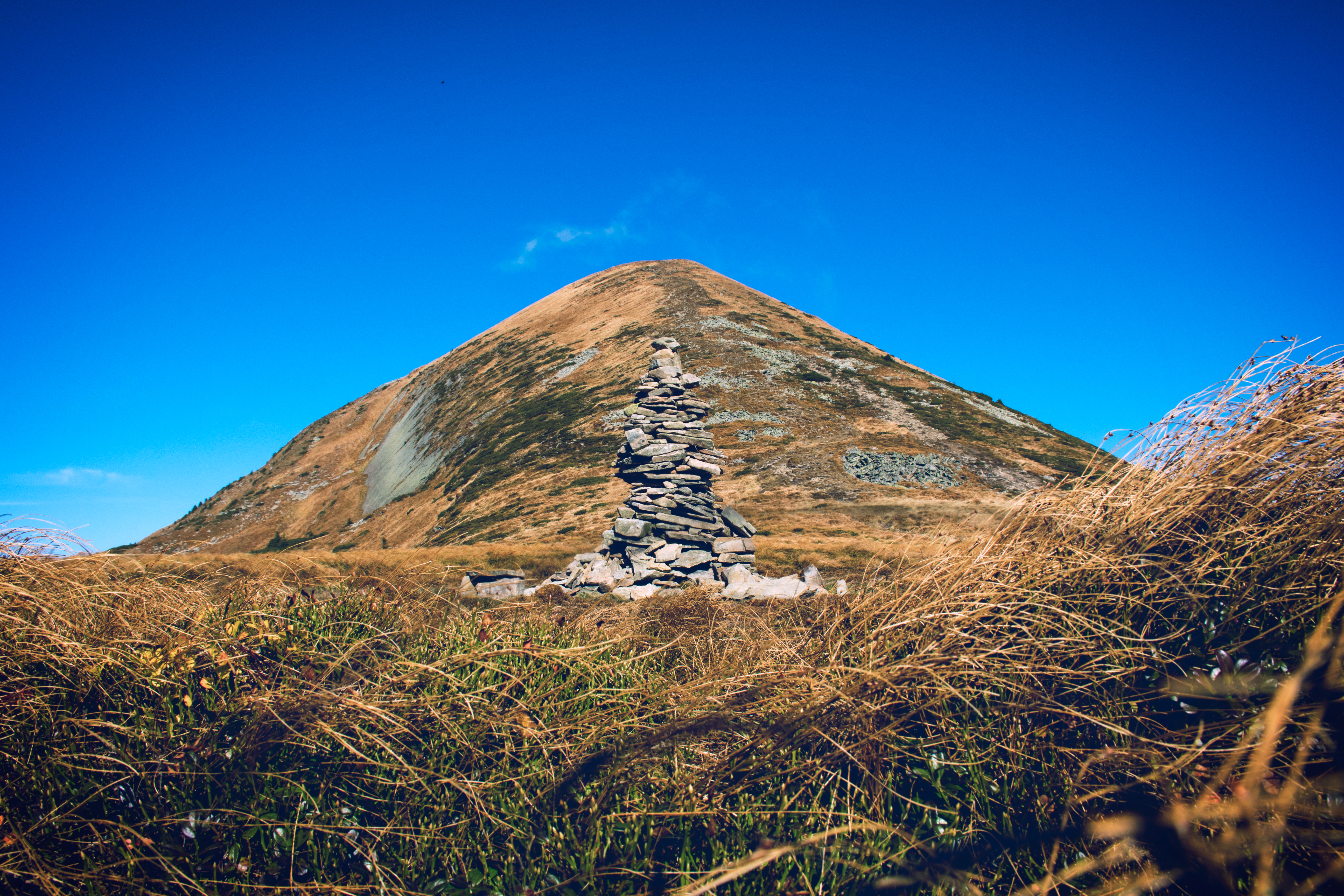
Vârful Hovârla văzut de pe vârful Mala Hoverla
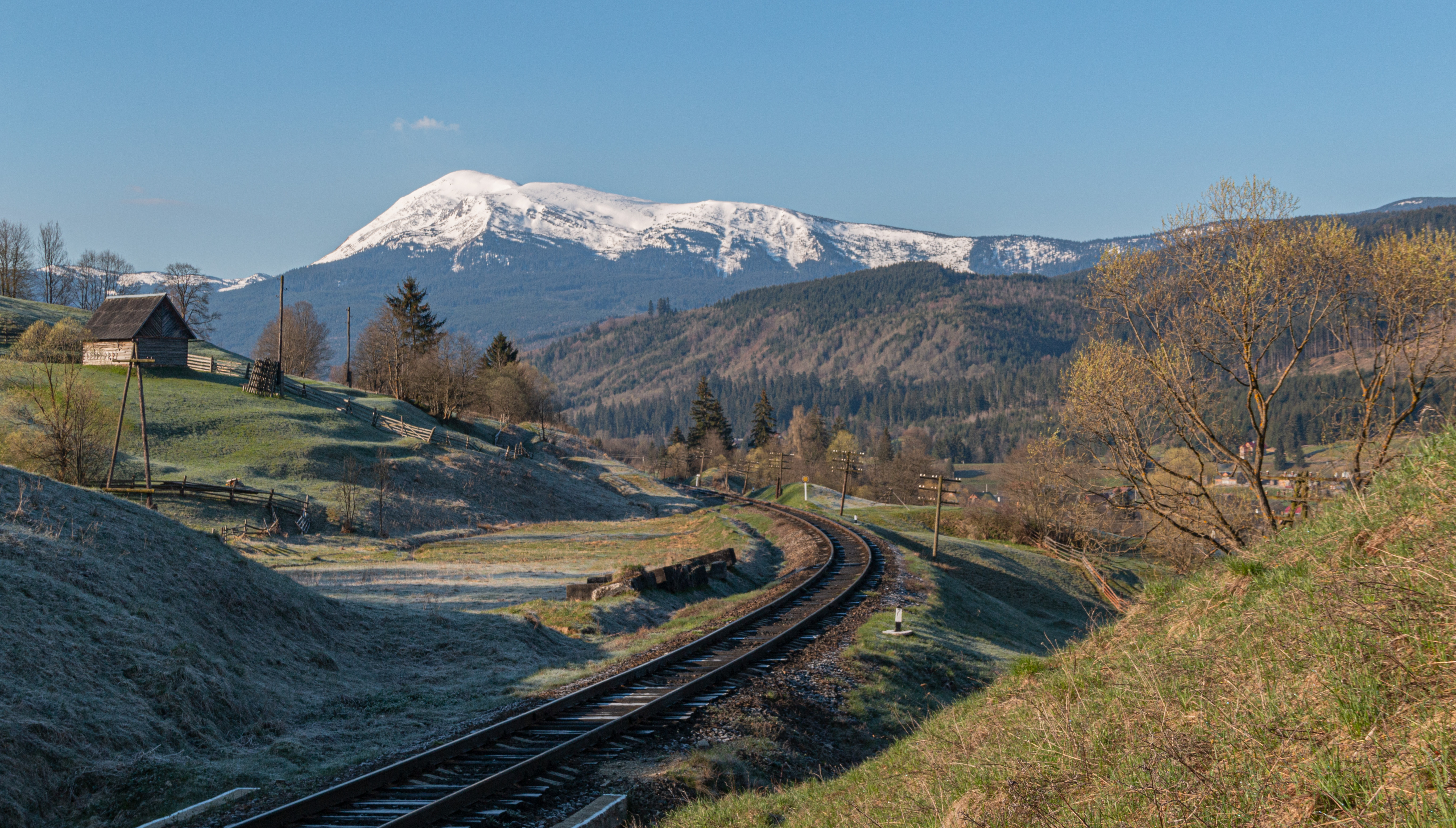
Vârful Hovârla văzut din satul Lazeșciîna
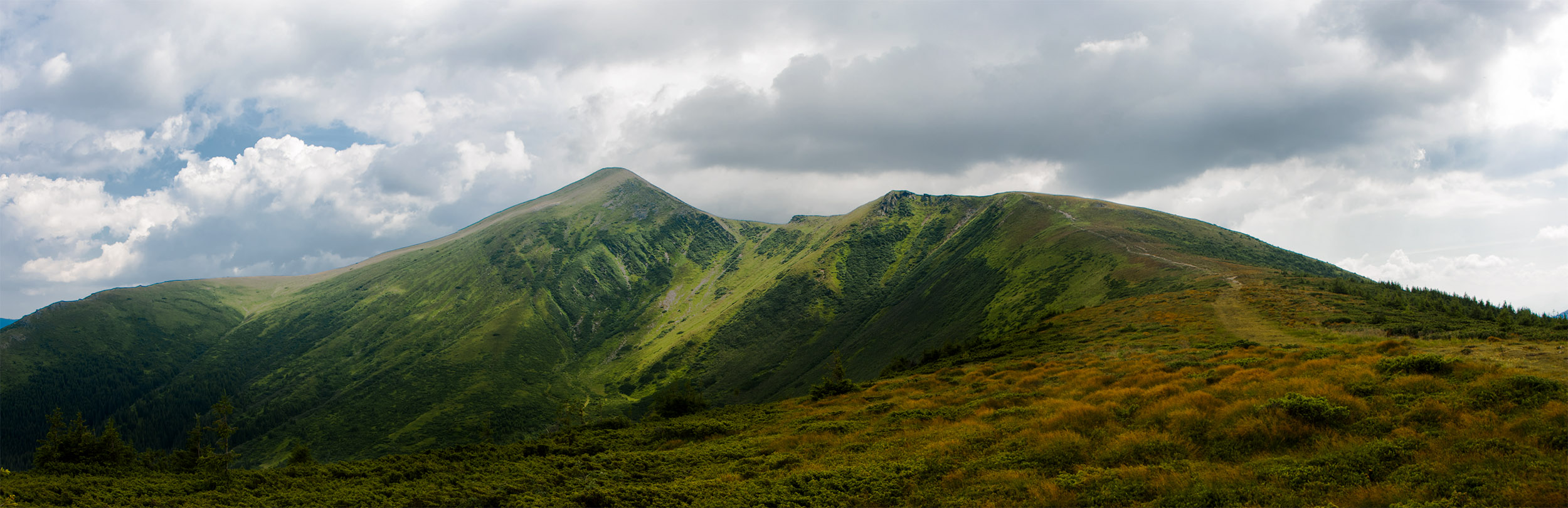
Vârful Hovârla văzut din polonina[a] Kozmeska
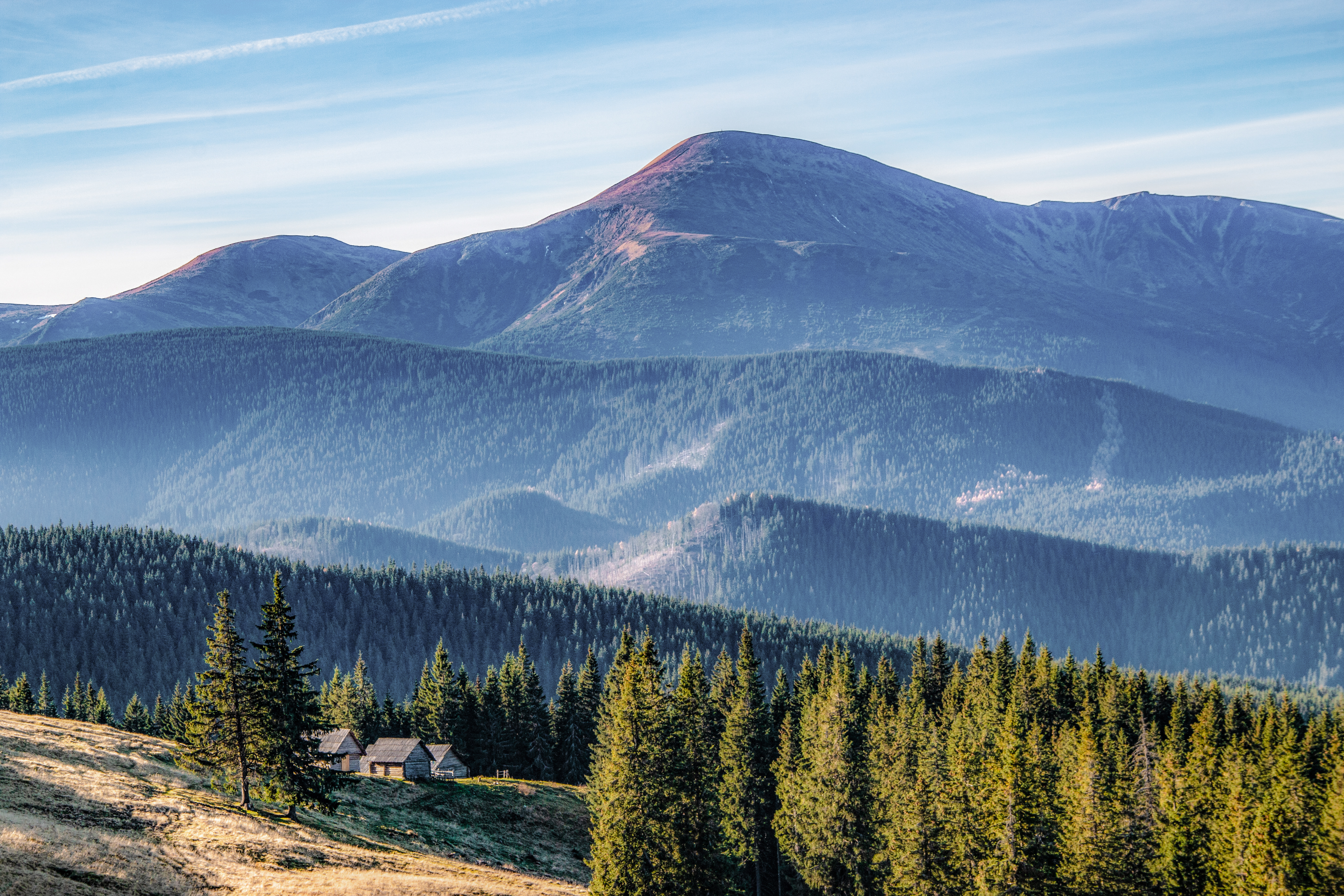
Vârful Hovârla văzut din polonina[a] Ozirnoia
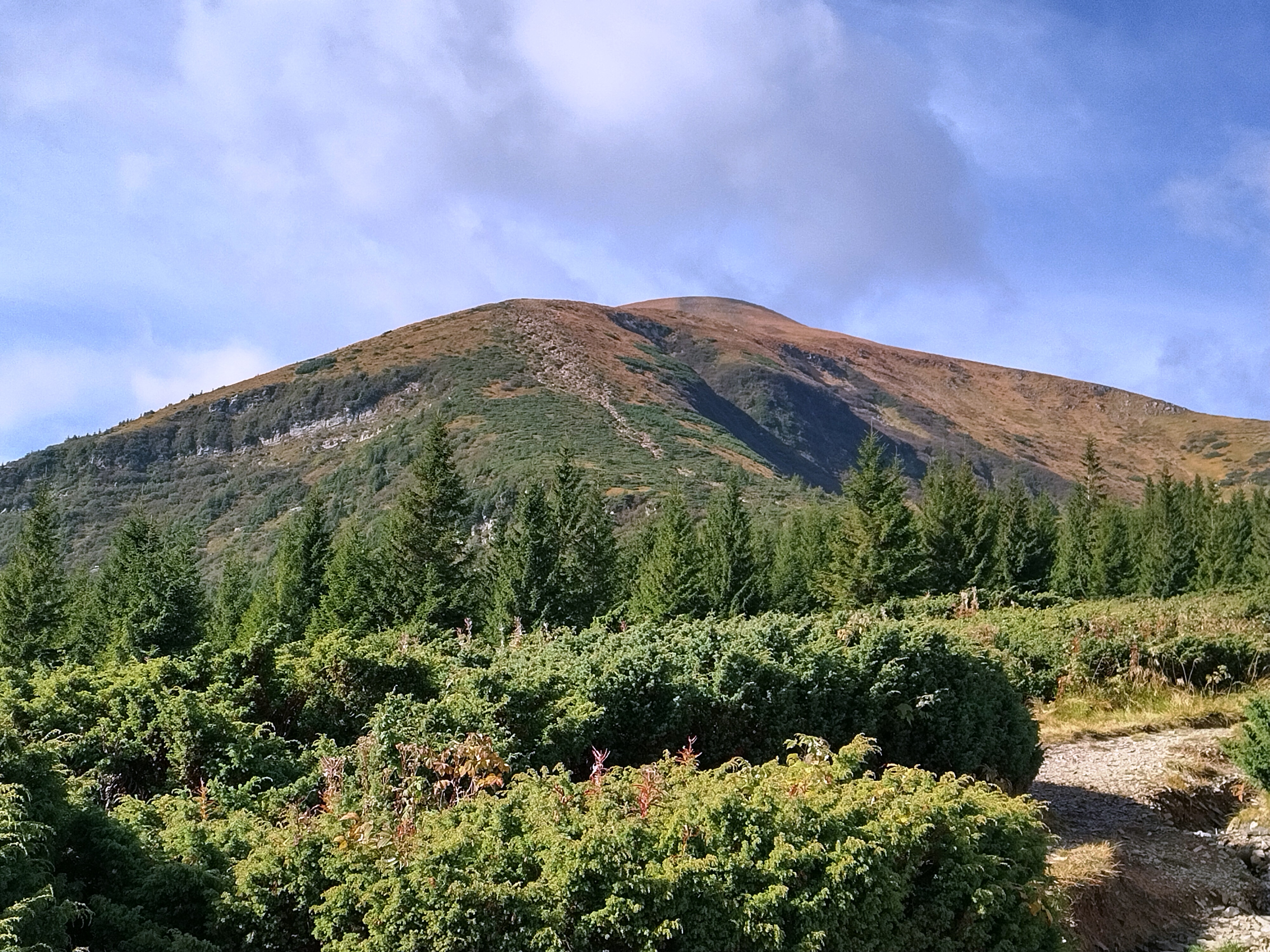
Vârful Hovârla văzut din valea Modrini
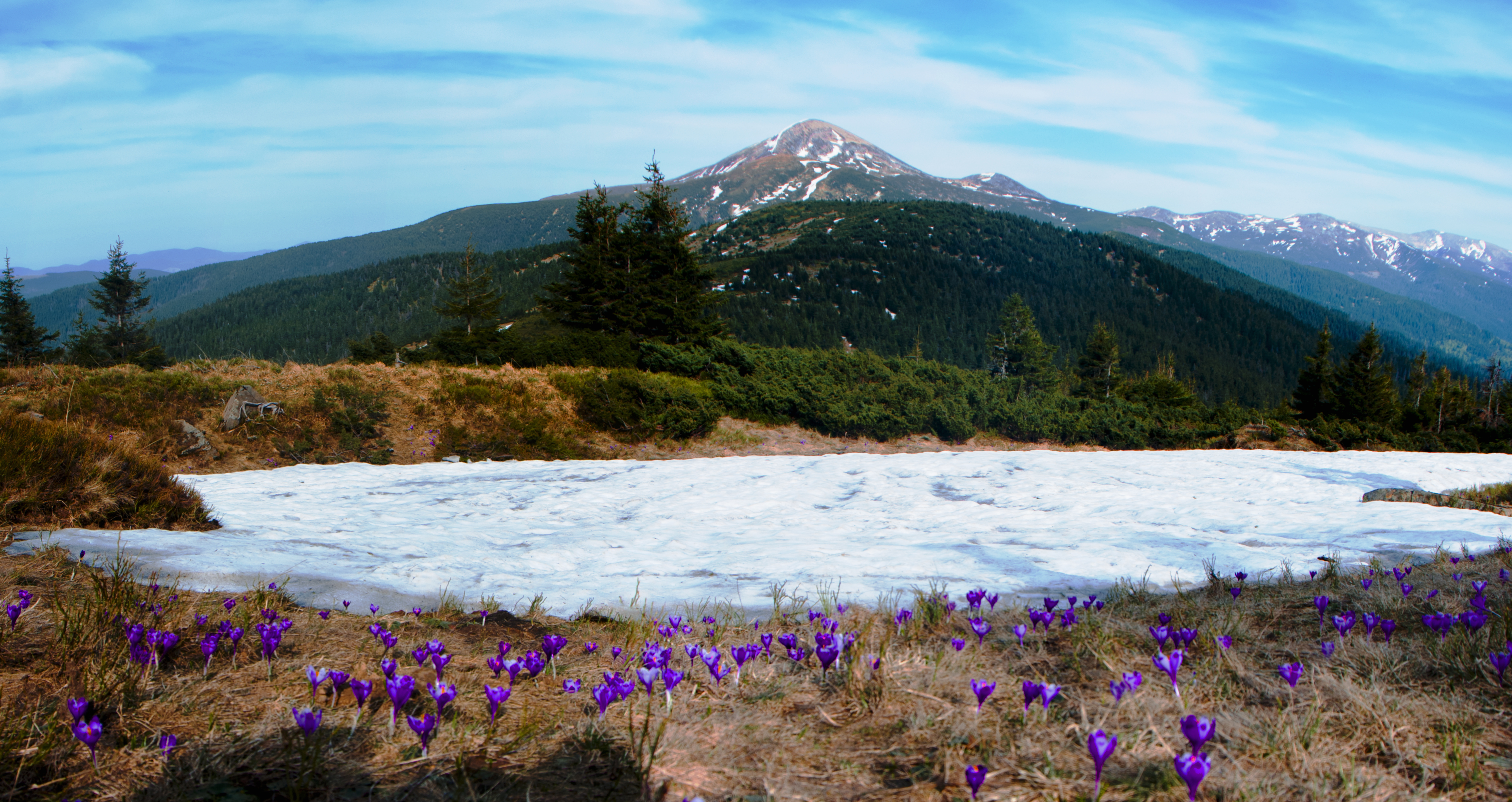
Vârful Hovârla văzut dinspre vârful Pietrosul
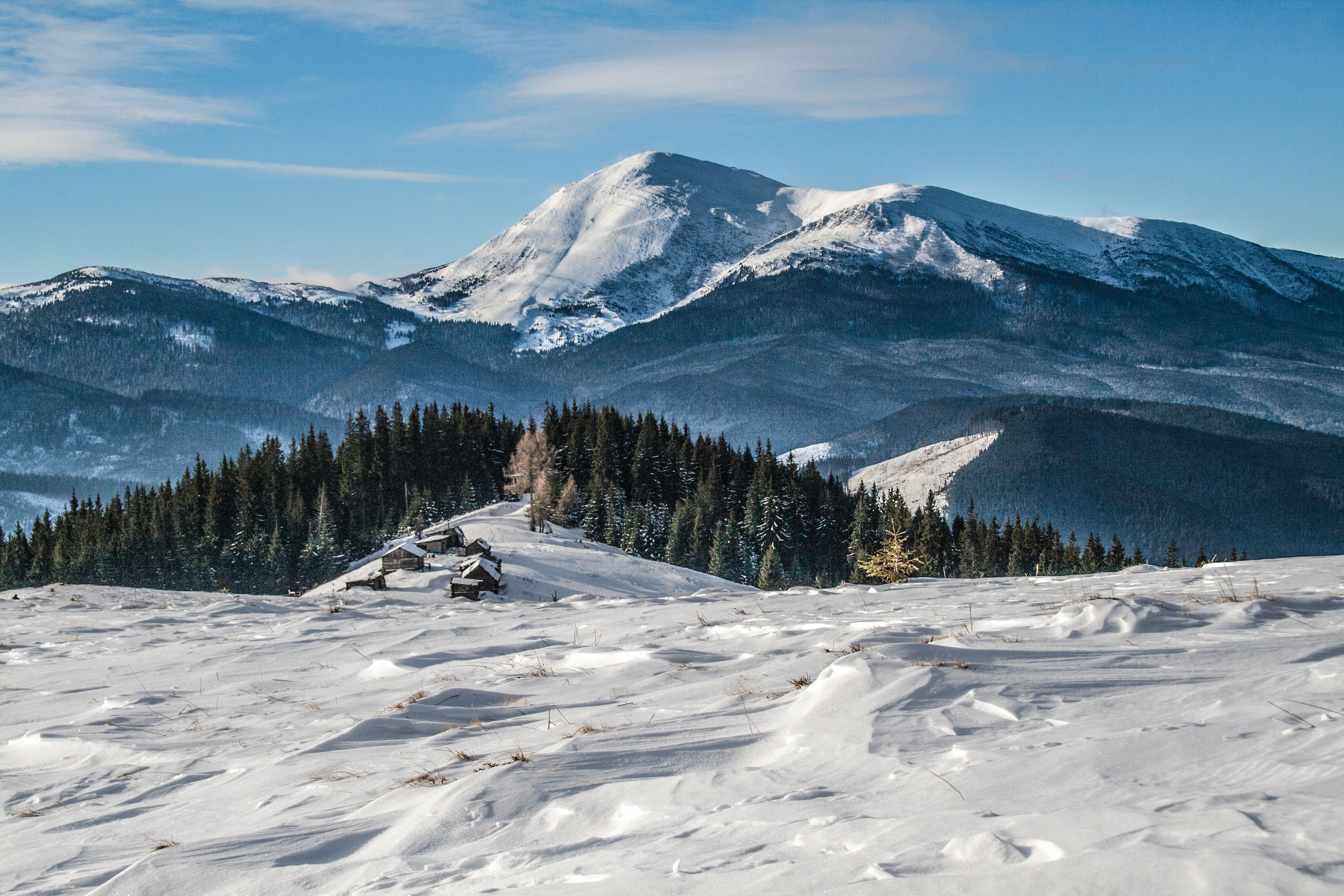
Vârful Hovârla văzut din polonina[a] Plehanivka
Vârful Hovârla și masivul Muntele Negru

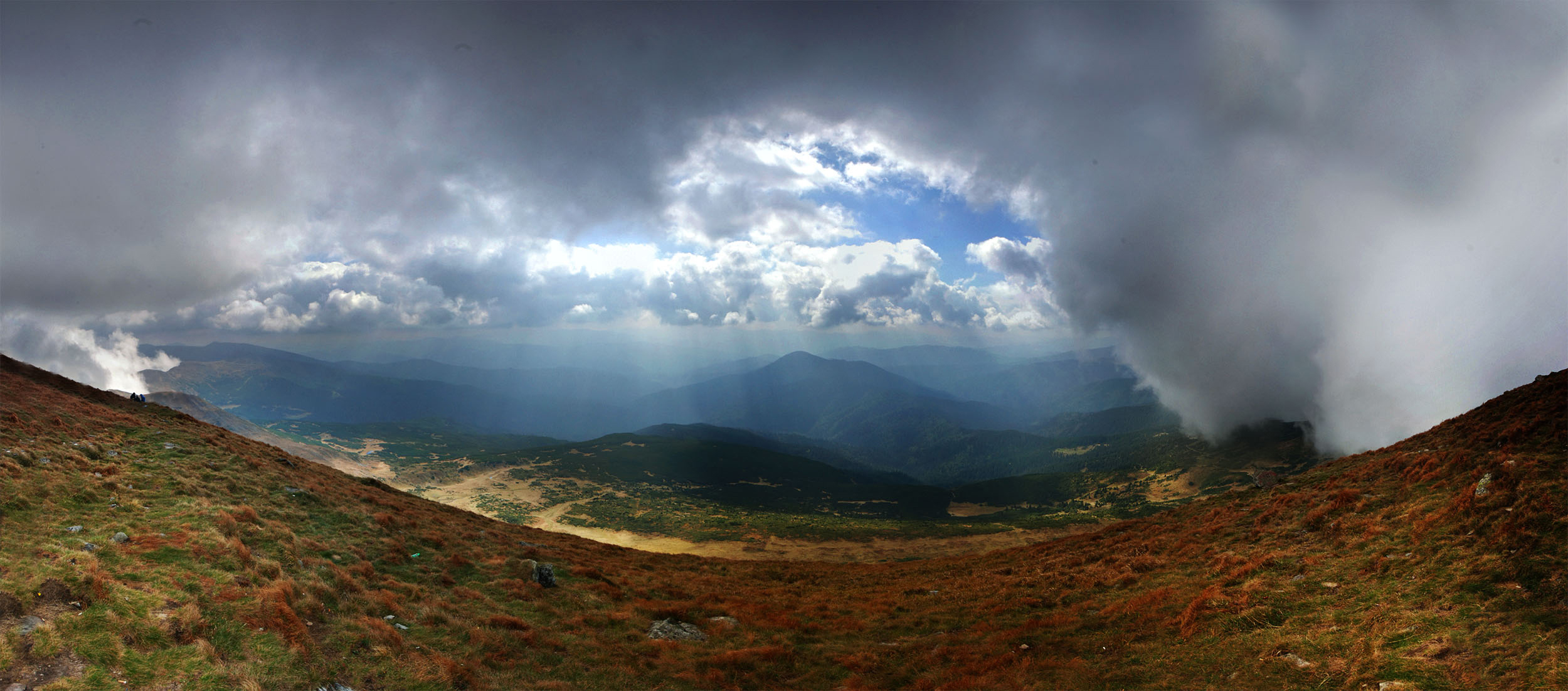
Vedere de pe vârful Hovârla spre est
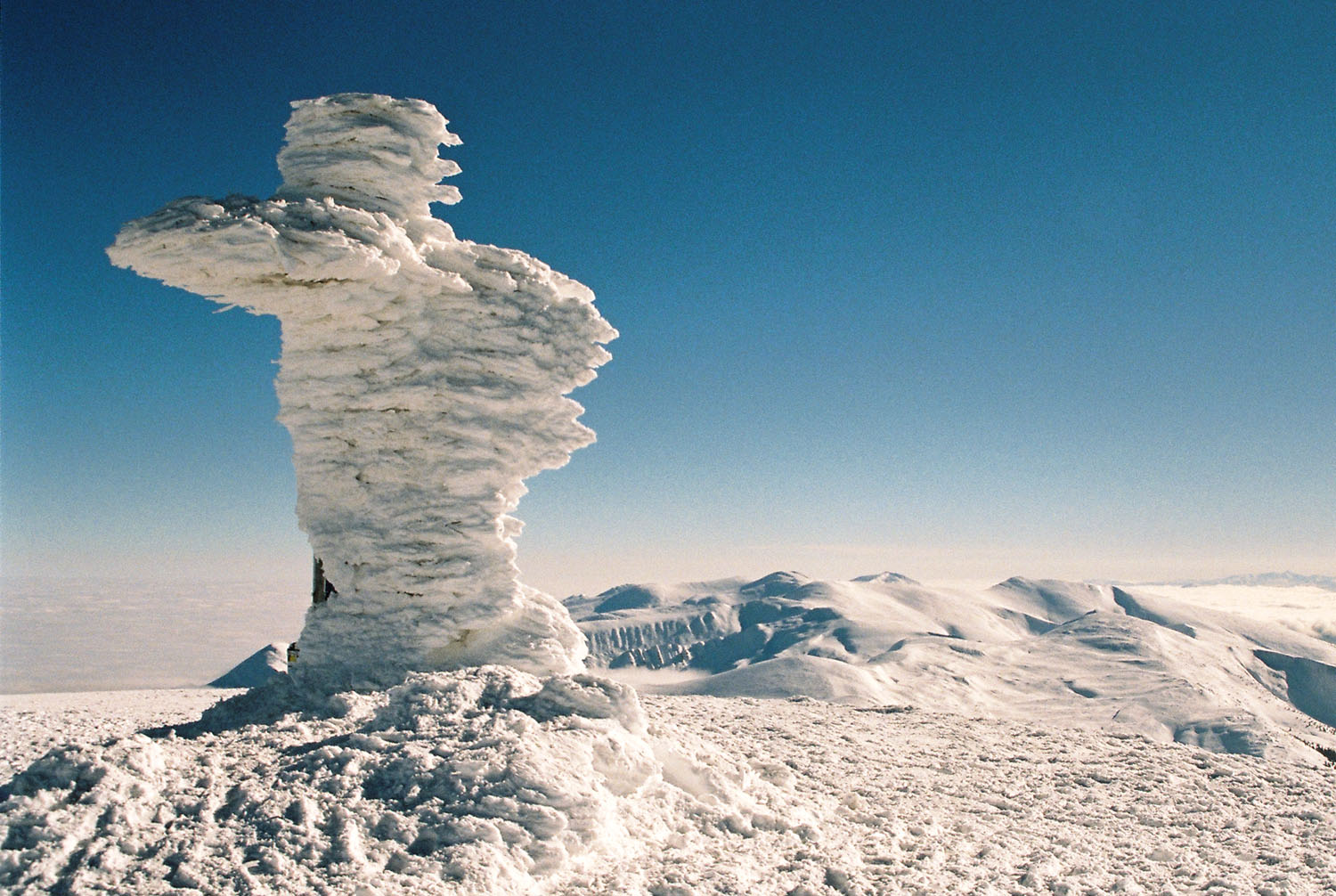
Crucea de pe vârful Hovârla pe timp de iarnă
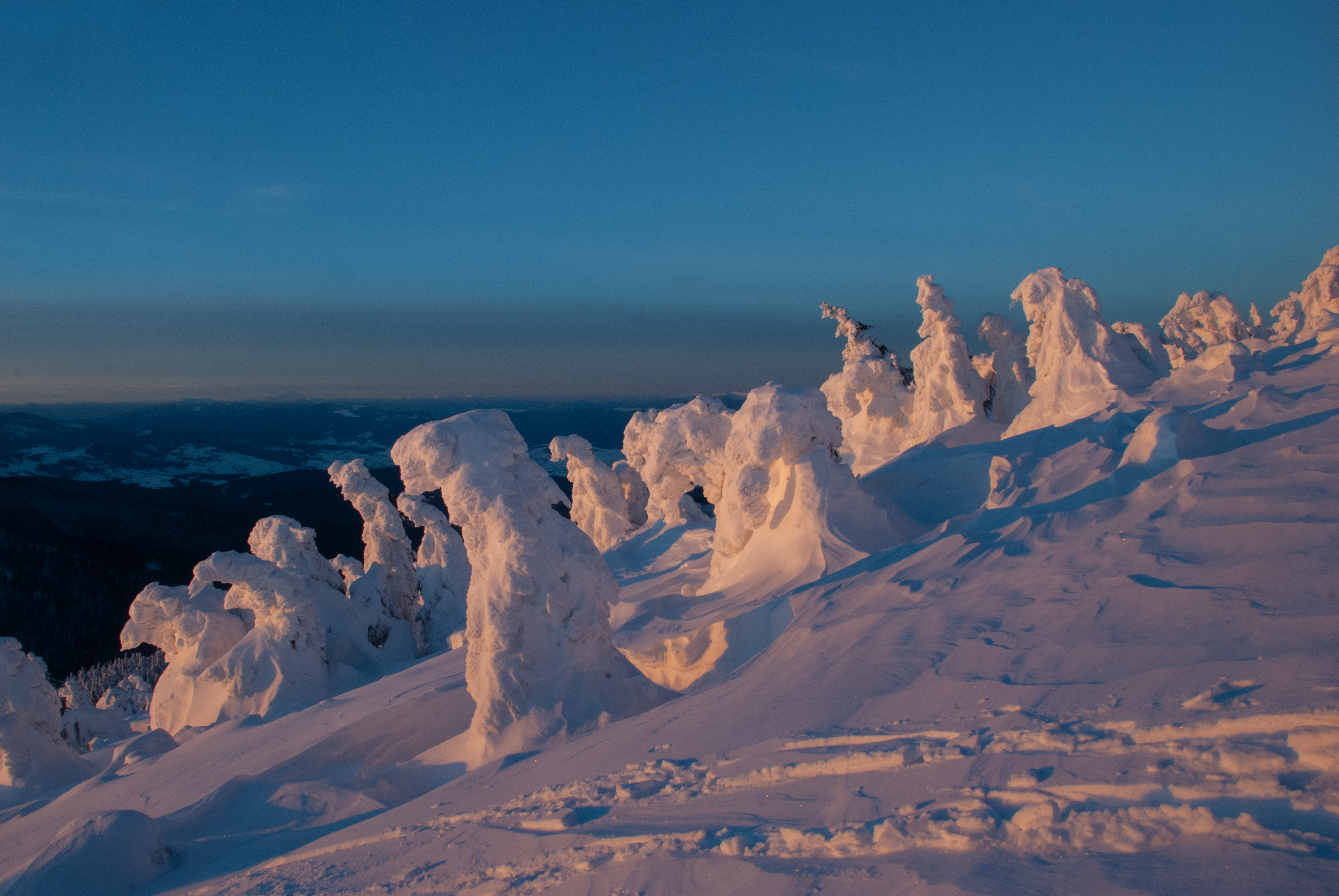
Versantul înzăpezit al vârfului Hovârla
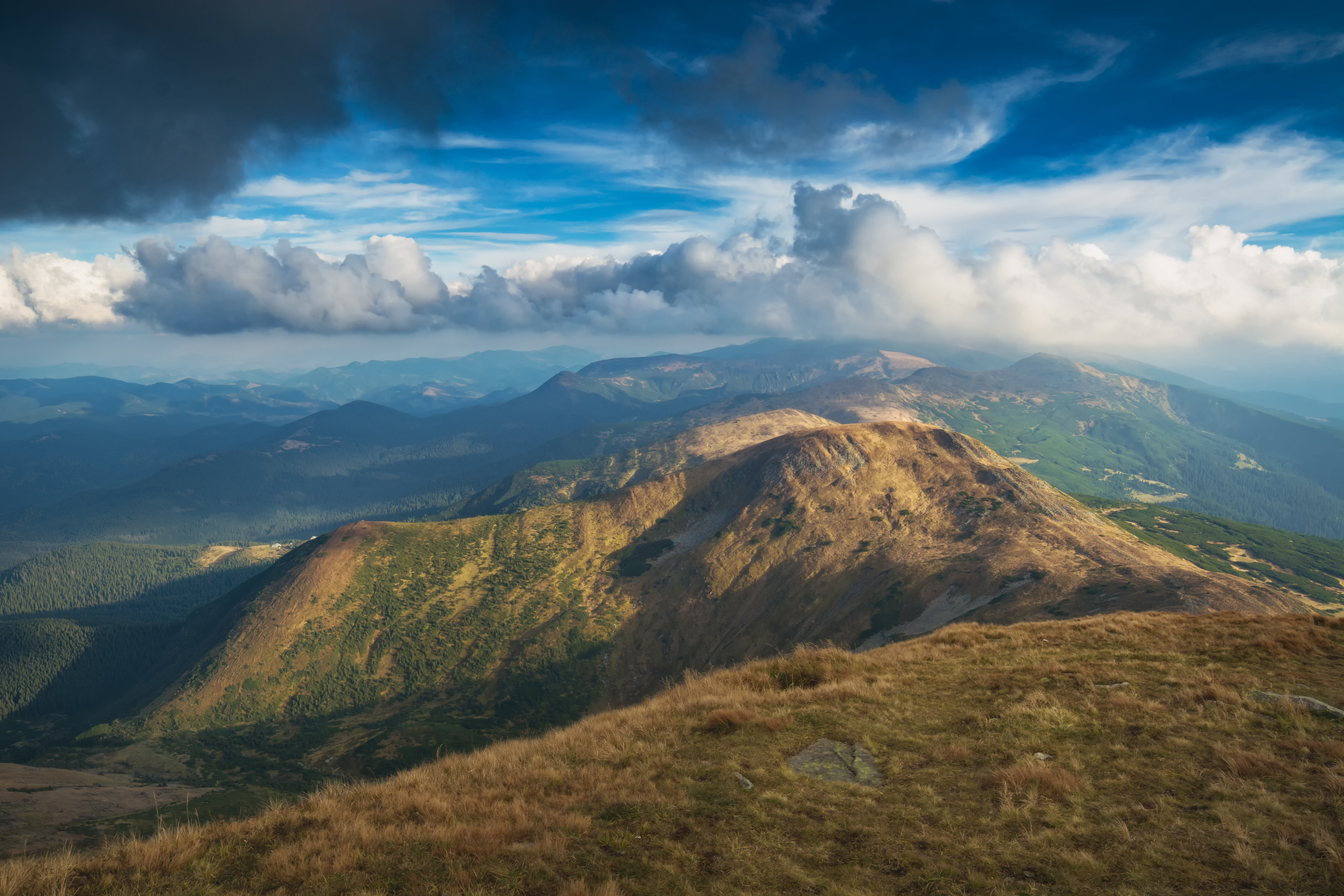
Vedere a masivului Muntele Negru de pe vârful Hovârla
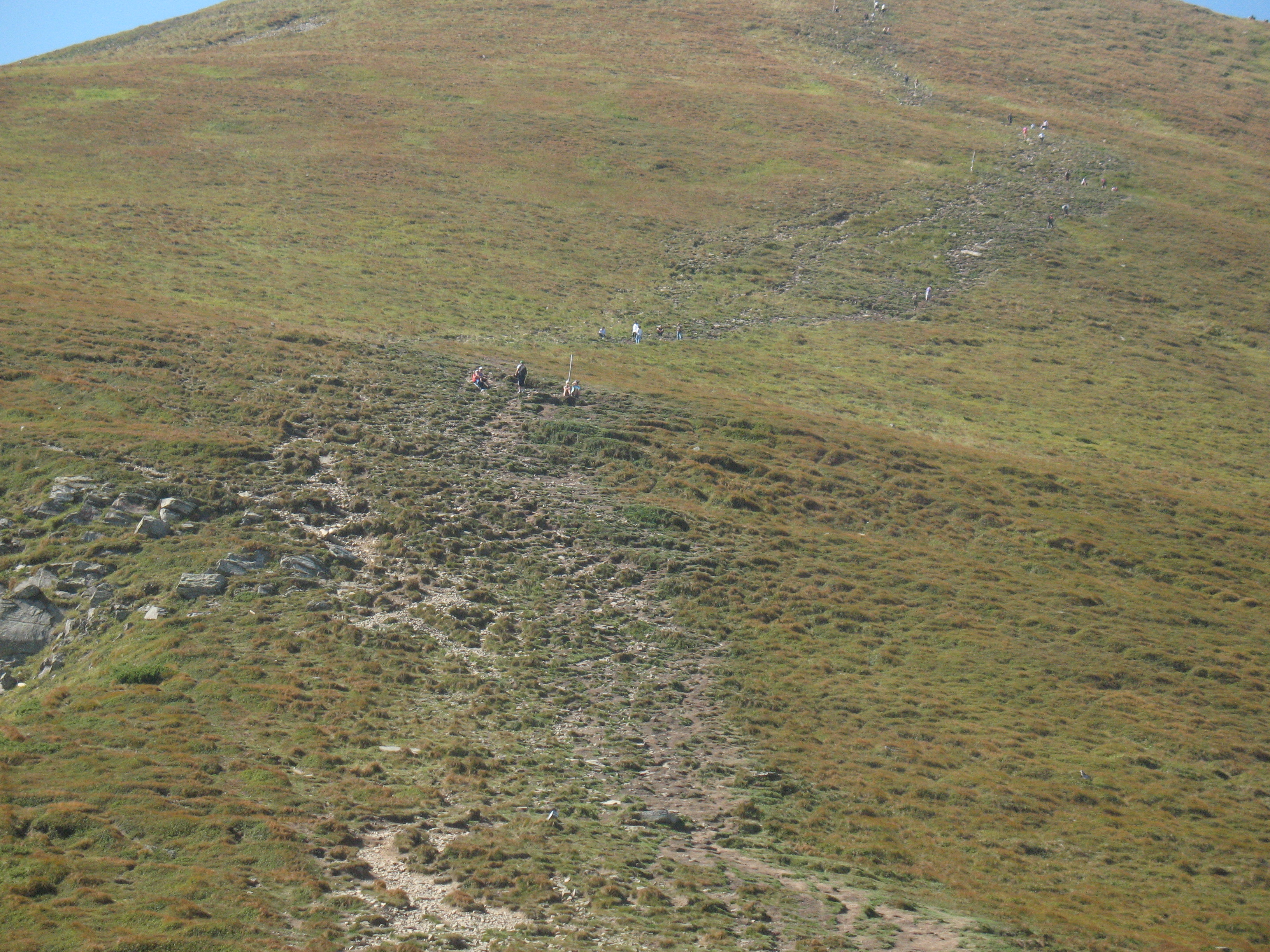
Ruta spre vârful Hovârla (august 2012)
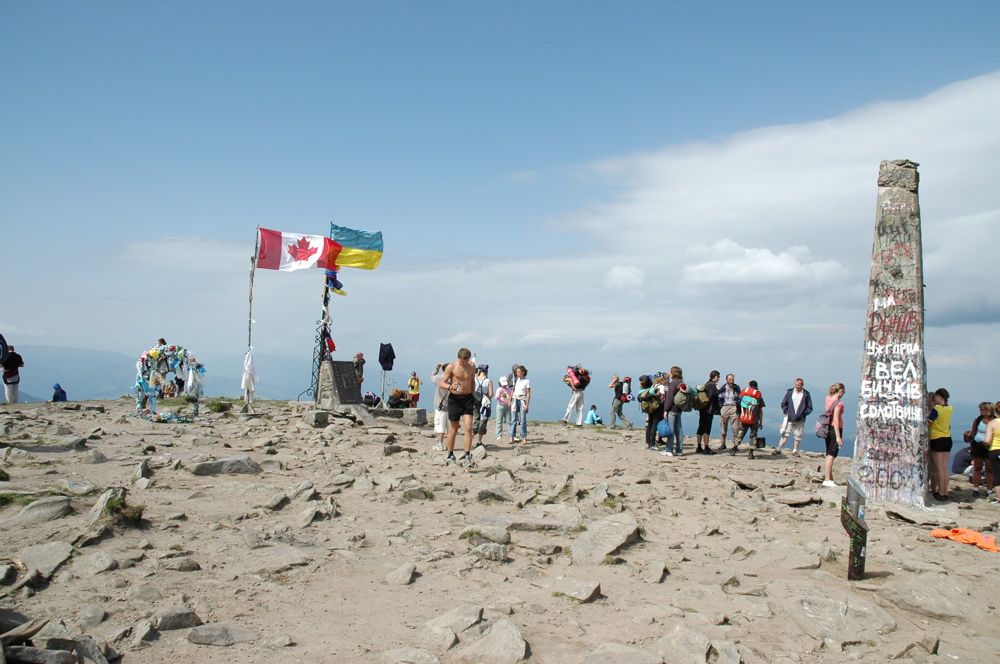
Vârful Hovârla (august 2006)
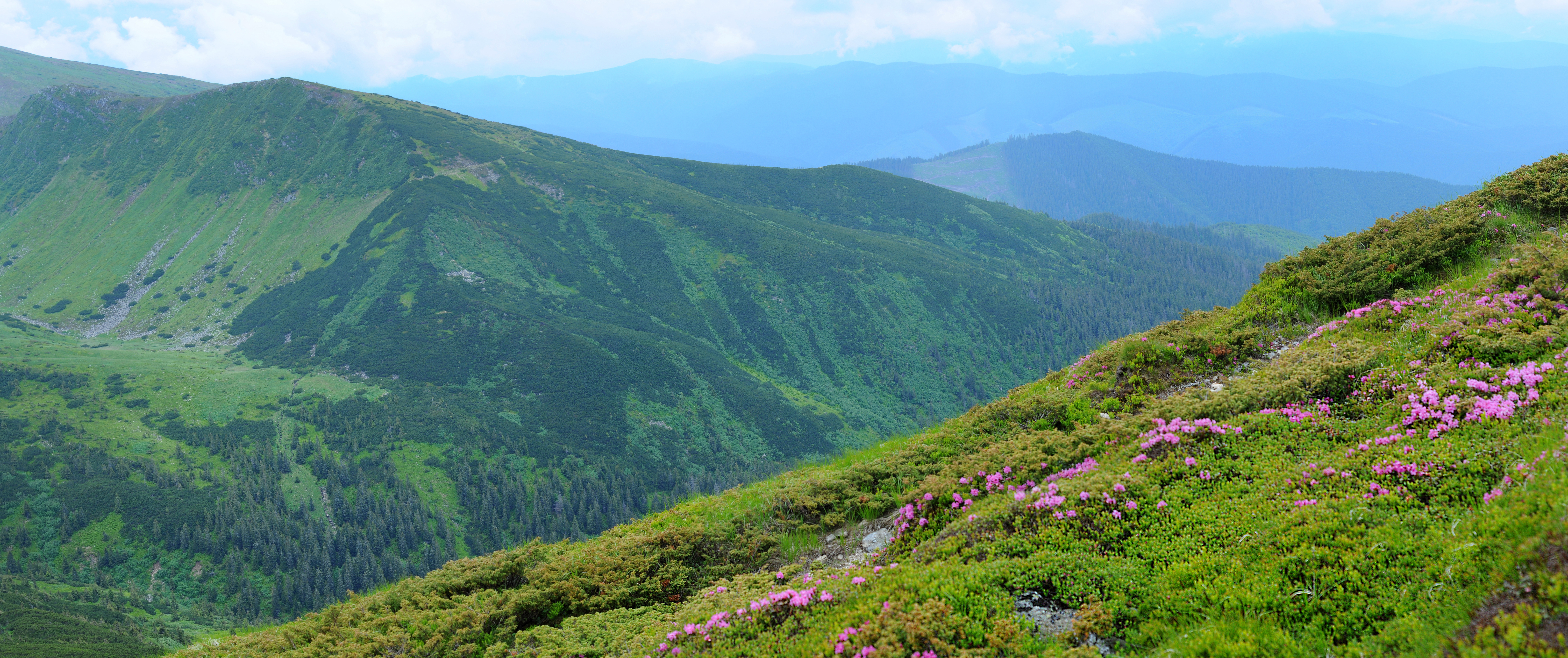
Bujori de munte pe versantul vârfului Hovârla